# Réseau de bus Cœur d'Essonne
Le réseau de bus Cœur d'Essonne est un réseau de transports en commun par autobus et autocars circulant en Île-de-France, organisé par l'autorité organisatrice Île-de-France Mobilités. Il est exploité par la Transdev à travers la société Transdev Cœur Essonne, à partir du 1er août 2023.
Il se compose de 53 lignes qui desservent Cœur d'Essonne Agglomération, ainsi qu'un service de transport à la demande.

## Histoire
Les premières dessertes du réseau de bus Cœur d'Essonne ont vu le jour dans les années 1980-1990 avec la création des lignes des réseaux de Transdev CEAT et de Keolis Meyer.
Le 1er juillet 2011, les communautés d'agglomération du Val d'Orge et de l'Arpajonnais, qui composent, depuis 2016, Cœur d'Essonne Agglomération, deviennent autorités organisatrices de proximité (AOP), par délégation de compétence du STIF et sont autorisées à piloter en lien avec lui, la gestion des réseaux de bus Orgebus - Génovébus, Arpajonnais et une partie du réseau de bus Nord Hurepoix Essonne ainsi que celui du réseau de transport à la demande Agglo'bus.
Le 1er janvier 2016, la communauté d'agglomération du Val d'Orge est remplacée par la Cœur d'Essonne Agglomération, qui intègre donc les réseaux de bus Orgebus - Génovébus, Arpajonnais, certaines lignes du réseau de bus Nord Hurepoix Essonne et le réseau de transport à la demande Agglo'bus, désormais TÀD Coeur d'Essonne. L’agglomération finance à hauteur de 900 000 euros par an le réseau de bus en collaboration avec l’autorité organisatrice Île-de-France Mobilités, et communique sur un réseau de 67 lignes de bus.
Le 30 novembre 2020, la ligne 18.05 est scindée en deux lignes distinctes : 105A et 105B. Depuis la gare de Brétigny, la première dessert les zones industrielles de Bondoufle et du Plessis-Pâté et le centre d'essais en vol, nouvellement desservi et la deuxième dessert essentiellement le centre-ville de Bondoufle.
Le 1er août 2022, à la suite de l'ouverture à la concurrence du réseau de transport en commun francilien, les lignes 91.05, DM11A et DM11E auparavant dans le réseau de l’agglomération sont intégrées au réseau de bus Paris Saclay, les lignes 330 et 331 sont intégrées au Réseau de bus Essonne Sud Ouest et les lignes de 201 à 231 sont intégrées au Réseau de bus Essonne Sud Est.

## Développement du réseau

### Ouverture à la concurrence
En raison de l'ouverture à la concurrence des transports en commun en Île-de-France, le réseau de bus Cœur d'Essonne est créé le 1er août 2023, correspondant à la délégation de service public numéro 25 établie par Île-de-France Mobilités. Un appel d'offres a donc été lancé par l'autorité organisatrice afin de désigner une entreprise qui exploitera le réseau pour une durée de six ans. C'est finalement Transdev, via sa filiale Transdev Cœur Essonne, qui a été désigné lors du conseil d'administration du 6 mars 2023.
À la date de son ouverture à la concurrence, le réseau se composait de la ligne 91.04 d'Albatrans, exploité en pool par Keolis Seine Val-de-Marne, Keolis Meyer et Transdev CEAT, des lignes DM2A, DM2B, DM3A, DM3B, DM5, DM5S, DM6A, DM6B, DM8, DM9, DM9S, DM13, DM16, DM17A, DM19, DM20, DM20S, DM21A, DM21, DM21BS, DM26, DM50, DM151, DM153, DM154, 68.01, 68.01S, 68.02, 68.05A, 6805B, 68.06, 68.08 et 68.100 de Keolis Meyer et des lignes 1, 2, 3, 4, 5, 10.25, 15, 101, 102, 103, 105A, 105B, 107, 108, 109, 202, S1, S2, S3, S4, S5, 227.01, 227.02, 227.03, 227.04 et 227.06 de CEA Transports. Le contrat comprend également la ligne N131 du réseau nocturne Noctilien, exploitée auparavant par Keolis Seine Val-de-Marne pour le compte de SNCF Transilien.
Le 1er août 2023, certaines lignes sont également renumérotées : La ligne 68.01S devient 681S, la 68.100 devient 6810, les 68.05A et 68.05B deviennent 685A et 685B, la DM17A devient DM17, la DM20S devient M20S, les lignes DM21A, DM21B et DM21S deviennent M21A, M21B et M21S et les lignes DM151, DM153 et DM154 deviennent M151, M153 et M154.

### Modifications Janvier 2024
Le 8 janvier 2024, le réseau est modifié afin d'adapter notamment les correspondances à la ligne 12 du tramway d'Île-de-France : la ligne 3 est remplacée par les lignes 1 et 2 qui reprennent chacune une partie de la ligne ainsi que la nouvelle ligne 5 qui reprend la partie au secteur de Z.I Croix Blanche, la ligne scolaire 10-25 se transforme en ligne régulière et est prolongée à la Gare de Sainte Geneviève des Bois en reprenant une partie de l'ancienne ligne 1 circulaire, les lignes DM3A, DM3B, DM5, DM8, M21A/B/S et DM50 voient la création d'un arrêt à proximité des stations du T12 traversés, d'ailleurs les lignes M21A et M21B perdent leur trajet circulaire et la M21S est renforcée et la ligne DM3B est également prolongée jusqu'à la Gare de Sainte Geneviève des Bois. Du côté de Brétigny, la ligne 105A devient les lignes 105 et 106 tandis que la desserte de la ligne 105B sont reprises par les lignes 202 et 2273 dont la seconde voit un prolongement jusqu'à Imprimerie Nationale via la Croix Blanche (Petit Champs) en heure creuse ainsi que le Samedi. la ligne 227.06 est remplacée par les lignes 227.01 et 227.03. Enfin du côté d'Arpajon, la ligne 103 disparaît et la ligne 102 est prolongé jusqu'au Centre Commercial Maison Neuve.

### Rentrée 2024
À partir du 2 septembre 2024 la nouvelle ligne scolaire 4584, reliant Villiers-sur-Orge au Collège André Maurois d'Épinay-sur-Orge commencera son service.

### Renumérotation du réseau
À partir du 6 janvier 2025, le réseau de bus Cœur d'Essonne adopte le nouveau principe de numérotation régional unique planifié par Île-de-France Mobilités afin de supprimer les doublons.
La correspondance entre anciens et nouveaux numéros est la suivante,:
| Ancien(s) numéro(s)  | Nouveau numéro          |
| -------------------- | ----------------------- |
| 107                  | 4501                    |
| 109                  | 4502                    |
| M153                 | 4503                    |
| 9104                 | 4504                    |
| DM5                  | 4505                    |
| 10.25                | 4510                    |
| 1                    | 4511                    |
| 2                    | 4512                    |
| 5                    | 4513                    |
| 4                    | 4514                    |
| 15                   | 4515                    |
| DM6A                 | 4516                    |
| DM6B                 | 4517                    |
| DM8                  | 4518                    |
| DM50                 | 4520                    |
| M21A                 | 4521                    |
| M21B                 | 4522                    |
| DM3A                 | 4523                    |
| DM3B                 | 4524                    |
| 202                  | 4530                    |
| 2271                 | 4531                    |
| 2272                 | 4532                    |
| 2273                 | 4533                    |
| 2274                 | 4534                    |
| 105                  | 4535                    |
| 106                  | 4536                    |
| DM17                 | 4537                    |
| DM19                 | 4538                    |
| DM9                  | 4539                    |
| DM2A                 | 4540                    |
| DM2B                 | 4541                    |
| DM16                 | 4542                    |
| DM13                 | 4543                    |
| DM20                 | 4550                    |
| 6801                 | 4551                    |
| 6802                 | 4552                    |
| 101                  | 4553                    |
| 102                  | 4554                    |
| 685B                 | 4555                    |
| DM26                 | 4556                    |
| 6810                 | 4570                    |
| S1                   | 4571                    |
| S2                   | 4572                    |
| S3                   | 4573                    |
| S4                   | 4574                    |
| S5                   | 4575                    |
| 6806                 | 4576                    |
| DM5S                 | 4577                    |
| 6808                 | 4578                    |
| DM9S                 | 4579                    |
| M20S                 | 4580                    |
| 681S                 | 4581                    |
| 685A                 | 4582                    |
| M21S                 | 4583                    |
| 4584                 | 4584 (aucun changement) |
| M154                 | 9114                    |
| M151                 | 9115                    |
| 108                  | 9118                    |
| TàD Cœur d'Essonne 1 | TàD 4591                |
| TàD Cœur d'Essonne 2 | TàD 4592                |
| TàD Cœur d'Essonne 5 | TàD 4595                |
| TàD Cœur d'Essonne 6 | TàD 4596                |
| TàD Cœur d'Essonne 7 | TàD 4597                |

Les lignes N123, N131 et Soirée Brétigny ne changent pas de numéro.

## Lignes du réseau

### Lignes 4501 à 4509
| Ligne | Caractéristiques | Caractéristiques | Caractéristiques | Caractéristiques | Caractéristiques | Caractéristiques | Caractéristiques | Caractéristiques | Caractéristiques |
| 4501  | Gare de Massy - Palaiseau ⥋ Sainte-Geneviève-des-Bois - ZI Croix Blanche | Gare de Massy - Palaiseau ⥋ Sainte-Geneviève-des-Bois - ZI Croix Blanche                                                                       | Gare de Massy - Palaiseau ⥋ Sainte-Geneviève-des-Bois - ZI Croix Blanche                                                                       | Gare de Massy - Palaiseau ⥋ Sainte-Geneviève-des-Bois - ZI Croix Blanche                                                                       | Gare de Massy - Palaiseau ⥋ Sainte-Geneviève-des-Bois - ZI Croix Blanche                                                                       | Gare de Massy - Palaiseau ⥋ Sainte-Geneviève-des-Bois - ZI Croix Blanche                                                                       | Gare de Massy - Palaiseau ⥋ Sainte-Geneviève-des-Bois - ZI Croix Blanche                                                                       | Gare de Massy - Palaiseau ⥋ Sainte-Geneviève-des-Bois - ZI Croix Blanche                                                                       | Gare de Massy - Palaiseau ⥋ Sainte-Geneviève-des-Bois - ZI Croix Blanche                                                                       |
| ----- | --- | --- | --- | --- | --- | --- | --- | --- | --- |
| 4501  | Ouverture / Fermeture — / — | Longueur 18,75 km | Durée 45-65 min | Nb. d’arrêts 32 (+1) | Matériel Urbanway 12 GNV Iveco Crossway Citaro LE Ü GX 327 GX 337                                                                              | Jours de fonctionnement L, Ma, Me, J, V, S, D                                                                                                  | Jour / Soir / Nuit / Fêtes O / N / N / O | Voy. / an — | Dépôt Sainte-Geneviève-des-Bois |
| 4501  | Desserte : - Villes et lieux desservis : Massy (Mairie, Centre Commercial Carrefour), Chilly-Mazarin, Longjumeau (Hôpital, Clinique de l’Yvette), Épinay-sur-Orge, Villemoisson-sur-Orge, Morsang-sur-Orge, Sainte-Geneviève-des-Bois (Donjon, Église, Zone d’activité La Croix Blanche). - Gares desservies : Gare de Massy - Palaiseau (RER B, RER C, Ligne V et T12), Gare de Massy TGV, Gare de Longjumeau (T12), Gare d'Épinay-sur-Orge (RER C et T12). | | | | | | | | |
| 4501  | Autre : - Zones traversées : 4 et 5. - Arrêts non accessibles aux UFR : Chemin des Femmes, Gare d’Épinay-sur-Orge. - Amplitudes horaires : La ligne fonctionne tous les jours, aucun service n’étant assuré le 1er mai : - vers Gare de Massy - Palaiseau : avec un premier départ à 4 h 5 du lundi au vendredi, 6 h 30 le samedi et 6 h 0 les dimanches et fêtes, le dernier départ étant fixé à 22 h 15 du lundi au vendredi, 22 h 37 le samedi et 21 h 0 les dimanches et fêtes ; - vers Sainte-Geneviève-des-Bois - ZI Croix Blanche : avec un premier départ à 5 h 15 du lundi au vendredi, 6 h 40 le samedi et 5 h 50 les dimanches et fêtes, le dernier départ étant fixé à 22 h 35 du lundi au vendredi, 22 h 48 le samedi et 20 h 58 les dimanches et fêtes. - Particularités : En raison du marché à Sainte-Geneviève-des-Bois, la ligne est déviée entre les arrêts Étoile Stalingrad et Église dans les deux directions uniquement les dimanches du début de service à 15 h 30 environ. L'arrêt intermédiaire Marché n'est alors plus desservi au profit de l'arrêt Normandie-Niemen sur un itinéraire spécifique. - Date de dernière mise à jour : 6 janvier 2025. | | | | | | | | |
| 4501  | Dernière actualisation : — | | | | | | | | |
| 4502  | Paris - Porte d'Orléans ⥋ Fleury-Mérogis - Maison d'Arrêt des Femmes | Paris - Porte d'Orléans ⥋ Fleury-Mérogis - Maison d'Arrêt des Femmes                                                                           | Paris - Porte d'Orléans ⥋ Fleury-Mérogis - Maison d'Arrêt des Femmes                                                                           | Paris - Porte d'Orléans ⥋ Fleury-Mérogis - Maison d'Arrêt des Femmes                                                                           | Paris - Porte d'Orléans ⥋ Fleury-Mérogis - Maison d'Arrêt des Femmes                                                                           | Paris - Porte d'Orléans ⥋ Fleury-Mérogis - Maison d'Arrêt des Femmes                                                                           | Paris - Porte d'Orléans ⥋ Fleury-Mérogis - Maison d'Arrêt des Femmes                                                                           | Paris - Porte d'Orléans ⥋ Fleury-Mérogis - Maison d'Arrêt des Femmes                                                                           | Paris - Porte d'Orléans ⥋ Fleury-Mérogis - Maison d'Arrêt des Femmes                                                                           |
| 4502  | Ouverture / Fermeture — / — | Longueur 26,60 km | Durée 40 min | Nb. d’arrêts 4 | Matériel — | Jours de fonctionnement L, Ma, Me, J, V, S | Jour / Soir / Nuit / Fêtes O / N / N / N | Voy. / an — | Dépôt Sainte-Geneviève-des-Bois |
| 4502  | Desserte : - Villes et lieux desservis : Paris (Porte d'Orléans), Fleury-Mérogis (Maison d'Arrêt). - Station desservie : Porte d'Orléans (M4 et T3a). | | | | | | | | |
| 4502  | Autre : - Zones traversées : 1 et 5. - Arrêts non accessibles aux UFR : Jeunes Détenus. - Amplitudes horaires : La ligne fonctionne du lundi au samedi, aucun service n’étant assuré les dimanches et les jours fériés : - vers Paris - Porte d'Orléans : avec un premier départ à 11 h 45 du lundi au vendredi et 8 h 52 le samedi, le dernier départ étant fixé à 17 h 15 du lundi au vendredi et 17 h 52 le samedi ; - vers Fleury-Mérogis - Maison d'Arrêt des Femmes : avec un premier départ à 8 h 20 du lundi au vendredi et 7 h 50 le samedi, le dernier départ étant fixé à 15 h 15 du lundi au vendredi et 16 h 50 le samedi. - Date de dernière mise à jour : 6 janvier 2025. | | | | | | | | |
| 4502  | Dernière actualisation : — | | | | | | | | |
| 4503  | Gare de Massy - Palaiseau ⥋ Arpajon - Porte d'Étampes | Gare de Massy - Palaiseau ⥋ Arpajon - Porte d'Étampes                                                                                          | Gare de Massy - Palaiseau ⥋ Arpajon - Porte d'Étampes                                                                                          | Gare de Massy - Palaiseau ⥋ Arpajon - Porte d'Étampes                                                                                          | Gare de Massy - Palaiseau ⥋ Arpajon - Porte d'Étampes                                                                                          | Gare de Massy - Palaiseau ⥋ Arpajon - Porte d'Étampes                                                                                          | Gare de Massy - Palaiseau ⥋ Arpajon - Porte d'Étampes                                                                                          | Gare de Massy - Palaiseau ⥋ Arpajon - Porte d'Étampes                                                                                          | Gare de Massy - Palaiseau ⥋ Arpajon - Porte d'Étampes                                                                                          |
| 4503  | Ouverture / Fermeture 6 janvier 1997 / — | Longueur 25,40 km | Durée 35 à 60 min | Nb. d’arrêts 33 | Matériel Citaro C2 Citaro C2 LE Ü Citaro Facelift Citaro LE Ü                                                                                  | Jours de fonctionnement L, Ma, Me, J, V, S | Jour / Soir / Nuit / Fêtes O / N / N / N | Voy. / an — | Dépôts Avrainville Montlhéry |
| 4503  | Desserte : - Villes et lieux desservis : Massy, Palaiseau, Villebon-sur-Yvette, Saulx-les-Chartreux, Longjumeau, Ballainvilliers, La Ville-du-Bois, Montlhéry, Longpont-sur-Orge, Linas, Saint-Germain-lès-Arpajon et Arpajon - Gares desservies : Gare de Massy - Palaiseau (RER B, RER C, Ligne V et T12) et Gare de Massy TGV. | | | | | | | | |
| 4503  | Autre : - Zones traversées : 4 et 5 - Arrêts non accessibles aux UFR : Léon Blum, Le Moulin, La Grange aux Cercles, Rue de Paris - Montlhéry, Place de l’Europe, La Montagne - Lycée Belmondo, La Poste. - Vers Gare de Massy - Palaiseau : Place du Grand Ouest. - Vers Arpajon - Porte d’Étampes : Rue de Paris - Massy, Porte de Paris. - Amplitudes horaires : La ligne fonctionne du lundi au vendredi de 5 h 30 à 21 h 50 et le samedi de 6 h à 21 h 45. - Date de dernière mise à jour : 6 janvier 2025. | | | | | | | | |
| 4503  | Dernière actualisation : — | | | | | | | | |
| 4504  | Briis-sous-Forges - Gare Autoroutière (terminus en desserte secondaire) / Gare d'Arpajon ⥋ Gare d'Évry-Courcouronnes (Niveau 0) | Briis-sous-Forges - Gare Autoroutière (terminus en desserte secondaire) / Gare d'Arpajon ⥋ Gare d'Évry-Courcouronnes (Niveau 0)                | Briis-sous-Forges - Gare Autoroutière (terminus en desserte secondaire) / Gare d'Arpajon ⥋ Gare d'Évry-Courcouronnes (Niveau 0)                | Briis-sous-Forges - Gare Autoroutière (terminus en desserte secondaire) / Gare d'Arpajon ⥋ Gare d'Évry-Courcouronnes (Niveau 0)                | Briis-sous-Forges - Gare Autoroutière (terminus en desserte secondaire) / Gare d'Arpajon ⥋ Gare d'Évry-Courcouronnes (Niveau 0)                | Briis-sous-Forges - Gare Autoroutière (terminus en desserte secondaire) / Gare d'Arpajon ⥋ Gare d'Évry-Courcouronnes (Niveau 0)                | Briis-sous-Forges - Gare Autoroutière (terminus en desserte secondaire) / Gare d'Arpajon ⥋ Gare d'Évry-Courcouronnes (Niveau 0)                | Briis-sous-Forges - Gare Autoroutière (terminus en desserte secondaire) / Gare d'Arpajon ⥋ Gare d'Évry-Courcouronnes (Niveau 0)                | Briis-sous-Forges - Gare Autoroutière (terminus en desserte secondaire) / Gare d'Arpajon ⥋ Gare d'Évry-Courcouronnes (Niveau 0)                |
| 4504  | Ouverture / Fermeture — / — | Longueur — | Durée 45-75 min | Nb. d’arrêts 17 | Matériel Citaro LE Ü FaceliftCitaro C2 LE ÜS 415 ÜL                                                                                            | Jours de fonctionnement L, Ma, Me, J, V, S, D                                                                                                  | Jour / Soir / Nuit / Fêtes O / N / N / O | Voy. / an — | Dépôt ArpajonBrétigny |
| 4504  | Desserte : - Villes et lieux desservis : Briis-sous-Forges, Bruyères-le-Châtel, Arpajon, Saint-Germain-lès-Arpajon, Brétigny-sur-Orge, Le Plessis-Pâté, Sainte-Geneviève-des-Bois et Évry-Courcouronnes - Gares desservies : Gare d'Arpajon et Gare de Brétigny (RER C), Gare d'Évry-Courcouronnes (RER D et T12). | | | | | | | | |
| 4504  | Autre : - Zone traversée : 5 - Arrêts non accessibles aux UFR : Madrid, Bel Air, Ter@tec, Saint-Guénault et Institut de Biologie. - Amplitudes horaires : La ligne est en service du lundi au vendredi de 5 h à 22 h 50 et le week-end et jours fériés de 6 h à 21 h 45. - Particularités : Du lundi au vendredi, les premiers départs depuis Évry sont directs entre Évry — Gare Routière (Niveau 0) et Z.I. Croix Blanche et sont limités à Gare d'Arpajon. - Le parcours entre Briis-sous-Forges — Gare Autoroutière et Ter@tec n'est desservi que du lundi au vendredi aux heures de pointe et le midi et ne dessert pas l'arrêt Gare d'Arpajon. - Date de dernière mise à jour : 6 janvier 2025. | | | | | | | | |
| 4504  | Dernière actualisation : — | | | | | | | | |
| 4505  | Gare de Juvisy RER - Condorcet ⥋ Fleury-Mérogis - Hôpital Henri Manhès / Sainte-Geneviève-des-Bois - Z. I. Croix Blanche (desserte secondaire) | Gare de Juvisy RER - Condorcet ⥋ Fleury-Mérogis - Hôpital Henri Manhès / Sainte-Geneviève-des-Bois - Z. I. Croix Blanche (desserte secondaire) | Gare de Juvisy RER - Condorcet ⥋ Fleury-Mérogis - Hôpital Henri Manhès / Sainte-Geneviève-des-Bois - Z. I. Croix Blanche (desserte secondaire) | Gare de Juvisy RER - Condorcet ⥋ Fleury-Mérogis - Hôpital Henri Manhès / Sainte-Geneviève-des-Bois - Z. I. Croix Blanche (desserte secondaire) | Gare de Juvisy RER - Condorcet ⥋ Fleury-Mérogis - Hôpital Henri Manhès / Sainte-Geneviève-des-Bois - Z. I. Croix Blanche (desserte secondaire) | Gare de Juvisy RER - Condorcet ⥋ Fleury-Mérogis - Hôpital Henri Manhès / Sainte-Geneviève-des-Bois - Z. I. Croix Blanche (desserte secondaire) | Gare de Juvisy RER - Condorcet ⥋ Fleury-Mérogis - Hôpital Henri Manhès / Sainte-Geneviève-des-Bois - Z. I. Croix Blanche (desserte secondaire) | Gare de Juvisy RER - Condorcet ⥋ Fleury-Mérogis - Hôpital Henri Manhès / Sainte-Geneviève-des-Bois - Z. I. Croix Blanche (desserte secondaire) | Gare de Juvisy RER - Condorcet ⥋ Fleury-Mérogis - Hôpital Henri Manhès / Sainte-Geneviève-des-Bois - Z. I. Croix Blanche (desserte secondaire) |
| 4505  | Ouverture / Fermeture — / — | Longueur — | Durée 10-40 min | Nb. d’arrêts 19 | Matériel Citaro C2 Citaro Facelift Citaro C2 LE Ü Urbanway 12 GNV                                                                              | Jours de fonctionnement L, Ma, Me, J, V, S, D                                                                                                  | Jour / Soir / Nuit / Fêtes O / O / N / O | Voy. / an — | Dépôt Montlhéry |
| 4505  | Desserte : - Villes et lieux desservis : Juvisy-sur-Orge, Viry-Châtillon (Collège Olivier de Serres, Mairie), Fleury-Mérogis (Clinique Henri Manhès, Mairie) et Sainte-Geneviève-des-Bois. - Gares desservies : Gare de Juvisy (RER C et RER D), Gare de Viry-Châtillon (RER D) et Amédée Gordini (T12). | | | | | | | | |
| 4505  | Autre : - Zones traversées : 4 et 5 - Arrêts non accessibles aux UFR : Docteur Fichez, Mairie. - Vers Gare de Juvisy - Condorcet : Gare de Viry-Châtillon, Hôpital Henri Manhès. - Vers Hôpital Henri Manhès / Z.I. Croix Blanche : Les Patios. - Amplitudes horaires : La ligne fonctionne du lundi au samedi de 4 h 25 à 1 h 30 et les dimanches et fêtes de 6 h 55 à 23 h 30. - Particularités : Du lundi au samedi, les premières et dernières courses ne desservent pas les arrêts situés entre Z. I. Croix Blanche et Hôpital Henri Manhès Le dimanche et jours fériés, seules les dernières courses sont concernées. - Date de dernière mise à jour : 6 janvier 2025. | | | | | | | | |
| 4505  | Dernière actualisation : — | | | | | | | | |

### Lignes 4510 à 4519
| Ligne | Caractéristiques | Caractéristiques | Caractéristiques | Caractéristiques | Caractéristiques | Caractéristiques | Caractéristiques | Caractéristiques | Caractéristiques |
| 4510  | Gare de Sainte-Geneviève-des-Bois ⥋ Fleury-Mérogis - Maison d’Arrêt des Femmes | Gare de Sainte-Geneviève-des-Bois ⥋ Fleury-Mérogis - Maison d’Arrêt des Femmes                                                                                           | Gare de Sainte-Geneviève-des-Bois ⥋ Fleury-Mérogis - Maison d’Arrêt des Femmes                                                                                           | Gare de Sainte-Geneviève-des-Bois ⥋ Fleury-Mérogis - Maison d’Arrêt des Femmes                                                                                           | Gare de Sainte-Geneviève-des-Bois ⥋ Fleury-Mérogis - Maison d’Arrêt des Femmes                                                                                           | Gare de Sainte-Geneviève-des-Bois ⥋ Fleury-Mérogis - Maison d’Arrêt des Femmes                                                                                           | Gare de Sainte-Geneviève-des-Bois ⥋ Fleury-Mérogis - Maison d’Arrêt des Femmes                                                                                           | Gare de Sainte-Geneviève-des-Bois ⥋ Fleury-Mérogis - Maison d’Arrêt des Femmes                                                                                           | Gare de Sainte-Geneviève-des-Bois ⥋ Fleury-Mérogis - Maison d’Arrêt des Femmes                                                                                           |
| ----- | --- | --- | --- | --- | --- | --- | --- | --- | --- |
| 4510  | Ouverture / Fermeture — / — | Longueur — | Durée — | Nb. d’arrêts 15 | Matériel — | Jours de fonctionnement L, Ma, Me, J, V, S | Jour / Soir / Nuit / Fêtes O / N / N / N | Voy. / an — | Dépôt Sainte-Geneviève-des-Bois |
| 4510  | Desserte : - Villes et lieux desservis : Sainte-Geneviève-des-Bois (Église Jean-Marie Vianey, Gymnase Romain Rolland, Donjon, Collège Paul Éluard, Gymnase Raymond Poulidor, Parc Pierre, Espace nautique, Salle polyvalente La-Piscine-d'en-Face, Mosquée, Comité de tennis de l'Essonne, Lycée Albert Einstein) et Fleury-Mérogis (Médiathèque Elsa-Triolet, Salle André-Malraux, Gendarmerie, Maison d'Arrêt). - Gare desservie : Gare de Sainte-Geneviève-des-Bois (RER C) | | | | | | | | |
| 4510  | Autre : - Zone traversée : 5. - Arrêts non accessibles aux UFR : Étoile Stalingrad, La Greffière, Jeunes Détenus. - Amplitudes horaires : La ligne fonctionne du lundi au samedi, aucun service n’étant assuré les dimanches et les jours fériés : - vers Gare de Sainte-Geneviève-des-Bois : avec un premier départ à 6 h 30 du lundi au vendredi et 5 h 50 le samedi, le dernier départ étant fixé à 20 h 5 du lundi au vendredi et 19 h 50 le samedi ; - vers Fleury-Mérogis - Maison d’Arrêt des Femmes : avec un premier départ à 6 h 19 du lundi au vendredi et 5 h 50 le samedi, le dernier départ étant fixé à 20 h 8 du lundi au vendredi et 19 h 50 le samedi. - Date de dernière mise à jour : 6 janvier 2025. | | | | | | | | |
| 4510  | Dernière actualisation : — | | | | | | | | |
| 4511  | Gare de Sainte-Geneviève-des-Bois ⥋ Sainte-Geneviève-des-Bois - ZI Croix-Blanche | Gare de Sainte-Geneviève-des-Bois ⥋ Sainte-Geneviève-des-Bois - ZI Croix-Blanche                                                                                         | Gare de Sainte-Geneviève-des-Bois ⥋ Sainte-Geneviève-des-Bois - ZI Croix-Blanche                                                                                         | Gare de Sainte-Geneviève-des-Bois ⥋ Sainte-Geneviève-des-Bois - ZI Croix-Blanche                                                                                         | Gare de Sainte-Geneviève-des-Bois ⥋ Sainte-Geneviève-des-Bois - ZI Croix-Blanche                                                                                         | Gare de Sainte-Geneviève-des-Bois ⥋ Sainte-Geneviève-des-Bois - ZI Croix-Blanche                                                                                         | Gare de Sainte-Geneviève-des-Bois ⥋ Sainte-Geneviève-des-Bois - ZI Croix-Blanche                                                                                         | Gare de Sainte-Geneviève-des-Bois ⥋ Sainte-Geneviève-des-Bois - ZI Croix-Blanche                                                                                         | Gare de Sainte-Geneviève-des-Bois ⥋ Sainte-Geneviève-des-Bois - ZI Croix-Blanche                                                                                         |
| 4511  | Ouverture / Fermeture — / — | Longueur — | Durée 20 min | Nb. d’arrêts 18 | Matériel — | Jours de fonctionnement L, Ma, Me, J, V, S, D | Jour / Soir / Nuit / Fêtes O / O / N / O | Voy. / an — | Dépôt Sainte-Geneviève-des-Bois |
| 4511  | Desserte : - Ville et lieux desservis : Sainte-Geneviève-des-Bois. - Gare desservie : Gare de Sainte-Geneviève-des-Bois (RER C). | | | | | | | | |
| 4511  | Autre : - Zone traversée : 5. - Arrêts non accessibles aux UFR : - - Amplitudes horaires : La ligne fonctionne du lundi au vendredi de 5 h 25 à 0 h 25, le samedi à partir de 6 h 10 et les dimanches et fêtes de 6 h 50 à 0 h 40. - Date de dernière mise à jour : 6 janvier 2025. | | | | | | | | |
| 4511  | Dernière actualisation : — | | | | | | | | |
| 4512  | Sainte-Geneviève-des-Bois - Allée de l'Orge (du lundi au vendredi aux heures creuses) / Gare de Sainte-Geneviève-des-Bois ⥋ Sainte-Geneviève-des-Bois - ZI Croix Blanche | Sainte-Geneviève-des-Bois - Allée de l'Orge (du lundi au vendredi aux heures creuses) / Gare de Sainte-Geneviève-des-Bois ⥋ Sainte-Geneviève-des-Bois - ZI Croix Blanche | Sainte-Geneviève-des-Bois - Allée de l'Orge (du lundi au vendredi aux heures creuses) / Gare de Sainte-Geneviève-des-Bois ⥋ Sainte-Geneviève-des-Bois - ZI Croix Blanche | Sainte-Geneviève-des-Bois - Allée de l'Orge (du lundi au vendredi aux heures creuses) / Gare de Sainte-Geneviève-des-Bois ⥋ Sainte-Geneviève-des-Bois - ZI Croix Blanche | Sainte-Geneviève-des-Bois - Allée de l'Orge (du lundi au vendredi aux heures creuses) / Gare de Sainte-Geneviève-des-Bois ⥋ Sainte-Geneviève-des-Bois - ZI Croix Blanche | Sainte-Geneviève-des-Bois - Allée de l'Orge (du lundi au vendredi aux heures creuses) / Gare de Sainte-Geneviève-des-Bois ⥋ Sainte-Geneviève-des-Bois - ZI Croix Blanche | Sainte-Geneviève-des-Bois - Allée de l'Orge (du lundi au vendredi aux heures creuses) / Gare de Sainte-Geneviève-des-Bois ⥋ Sainte-Geneviève-des-Bois - ZI Croix Blanche | Sainte-Geneviève-des-Bois - Allée de l'Orge (du lundi au vendredi aux heures creuses) / Gare de Sainte-Geneviève-des-Bois ⥋ Sainte-Geneviève-des-Bois - ZI Croix Blanche | Sainte-Geneviève-des-Bois - Allée de l'Orge (du lundi au vendredi aux heures creuses) / Gare de Sainte-Geneviève-des-Bois ⥋ Sainte-Geneviève-des-Bois - ZI Croix Blanche |
| 4512  | Ouverture / Fermeture — / — | Longueur — | Durée 25 (31) min | Nb. d’arrêts 19 (23) | Matériel — | Jours de fonctionnement L, Ma, Me, J, V, S, D | Jour / Soir / Nuit / Fêtes O / O / N / O | Voy. / an — | Dépôt Sainte-Geneviève-des-Bois |
| 4512  | Desserte : - Ville et lieux desservis : Sainte-Geneviève-des-Bois. - Gare desservie : Gare de Sainte-Geneviève-des-Bois (RER C). | | | | | | | | |
| 4512  | Autre : - Zone traversée : 5. - Arrêts non accessibles aux UFR : - - Amplitudes horaires : La ligne fonctionne du lundi au vendredi de 6 h 15 à 0 h 10, le samedi de 6 h 5 à 0 h 35 et les dimanches et fêtes à partir de 6 h 50. - Particularités : Du lundi au vendredi de 10 h à 17 h la ligne est prolongée à Allée de l'Orge. - Date de dernière mise à jour : 6 janvier 2025. | | | | | | | | |
| 4512  | Dernière actualisation : — | | | | | | | | |
| 4513  | (Circulaire) Sainte-Geneviève-des-Bois - ZI Croix-Blanche ⥋ via Petits Champs | (Circulaire) Sainte-Geneviève-des-Bois - ZI Croix-Blanche ⥋ via Petits Champs                                                                                            | (Circulaire) Sainte-Geneviève-des-Bois - ZI Croix-Blanche ⥋ via Petits Champs                                                                                            | (Circulaire) Sainte-Geneviève-des-Bois - ZI Croix-Blanche ⥋ via Petits Champs                                                                                            | (Circulaire) Sainte-Geneviève-des-Bois - ZI Croix-Blanche ⥋ via Petits Champs                                                                                            | (Circulaire) Sainte-Geneviève-des-Bois - ZI Croix-Blanche ⥋ via Petits Champs                                                                                            | (Circulaire) Sainte-Geneviève-des-Bois - ZI Croix-Blanche ⥋ via Petits Champs                                                                                            | (Circulaire) Sainte-Geneviève-des-Bois - ZI Croix-Blanche ⥋ via Petits Champs                                                                                            | (Circulaire) Sainte-Geneviève-des-Bois - ZI Croix-Blanche ⥋ via Petits Champs                                                                                            |
| 4513  | Ouverture / Fermeture 8 janvier 2024 / — | Longueur — | Durée 10 min | Nb. d’arrêts 7 | Matériel — | Jours de fonctionnement L, Ma, Me, J, V, S, D | Jour / Soir / Nuit / Fêtes O / N / N / O | Voy. / an — | Dépôt Sainte-Geneviève-des-Bois |
| 4513  | Desserte : - Ville et lieux desservis : Sainte-Geneviève-des-Bois. - Gare desservie : Aucune. | | | | | | | | |
| 4513  | Autre : - Zone traversée : 5. - Arrêts non accessibles aux UFR : — - Amplitudes horaires : La ligne fonctionne du lundi au vendredi de 6 h 5 à 20 h 45 et les weekends et fêtes de 8 h 5 à 20 h 25. - Date de dernière mise à jour : 6 janvier 2025. | | | | | | | | |
| 4513  | Dernière actualisation : — | | | | | | | | |
| 4514  | Gare de Sainte-Geneviève-des-Bois ⥋ Sainte-Geneviève-des-Bois - ZI Croix Blanche | Gare de Sainte-Geneviève-des-Bois ⥋ Sainte-Geneviève-des-Bois - ZI Croix Blanche                                                                                         | Gare de Sainte-Geneviève-des-Bois ⥋ Sainte-Geneviève-des-Bois - ZI Croix Blanche                                                                                         | Gare de Sainte-Geneviève-des-Bois ⥋ Sainte-Geneviève-des-Bois - ZI Croix Blanche                                                                                         | Gare de Sainte-Geneviève-des-Bois ⥋ Sainte-Geneviève-des-Bois - ZI Croix Blanche                                                                                         | Gare de Sainte-Geneviève-des-Bois ⥋ Sainte-Geneviève-des-Bois - ZI Croix Blanche                                                                                         | Gare de Sainte-Geneviève-des-Bois ⥋ Sainte-Geneviève-des-Bois - ZI Croix Blanche                                                                                         | Gare de Sainte-Geneviève-des-Bois ⥋ Sainte-Geneviève-des-Bois - ZI Croix Blanche                                                                                         | Gare de Sainte-Geneviève-des-Bois ⥋ Sainte-Geneviève-des-Bois - ZI Croix Blanche                                                                                         |
| 4514  | Ouverture / Fermeture — / — | Longueur 6,50 km | Durée 20 min | Nb. d’arrêts 15 | Matériel — | Jours de fonctionnement L, Ma, Me, J, V, S, D | Jour / Soir / Nuit / Fêtes O / N / N / O | Voy. / an — | Dépôt Sainte-Geneviève-des-Bois |
| 4514  | Desserte : - Ville et lieux desservis : Sainte-Geneviève-des-Bois. - Gare desservie : Gare de Sainte-Geneviève-des-Bois (RER C). | | | | | | | | |
| 4514  | Autre : - Zone traversée : 5. - Arrêts non accessibles aux UFR : Hôtel de Ville et Place Hausen. - Amplitudes horaires : La ligne fonctionne du lundi au vendredi de 5 h 35 à 22 h 20, le samedi à partir de 6 h 5 à 22 h 40 et les dimanches et fêtes de 8 h 20 à 22 h 55. - Date de dernière mise à jour : 6 janvier 2025. | | | | | | | | |
| 4514  | Dernière actualisation : — | | | | | | | | |
| 4515  | (Circulaire) Gare d'Épinay-sur-Orge ⥋ via Villemoisson-sur-Orge | (Circulaire) Gare d'Épinay-sur-Orge ⥋ via Villemoisson-sur-Orge | (Circulaire) Gare d'Épinay-sur-Orge ⥋ via Villemoisson-sur-Orge | (Circulaire) Gare d'Épinay-sur-Orge ⥋ via Villemoisson-sur-Orge | (Circulaire) Gare d'Épinay-sur-Orge ⥋ via Villemoisson-sur-Orge | (Circulaire) Gare d'Épinay-sur-Orge ⥋ via Villemoisson-sur-Orge | (Circulaire) Gare d'Épinay-sur-Orge ⥋ via Villemoisson-sur-Orge | (Circulaire) Gare d'Épinay-sur-Orge ⥋ via Villemoisson-sur-Orge | (Circulaire) Gare d'Épinay-sur-Orge ⥋ via Villemoisson-sur-Orge |
| 4515  | Ouverture / Fermeture — / — | Longueur — | Durée 20 min | Nb. d’arrêts 12 | Matériel — | Jours de fonctionnement L, Ma, Me, J, V | Jour / Soir / Nuit / Fêtes O / N / N / N | Voy. / an — | Dépôt Sainte-Geneviève-des-Bois |
| 4515  | Desserte : - Villes et lieux desservis : Épinay-sur-Orge et Villemoisson-sur-Orge (hôtel de ville, église Saint-Joseph, COSEC, parc des Érables, zone d'activités de la Meulière, cimetière) - Gare desservie : Gare d'Épinay-sur-Orge (RER C et T12). | | | | | | | | |
| 4515  | Autre : - Zones traversées : 4 et 5 - Arrêts non accessibles aux UFR : Gare d’Épinay-sur-Orge. - Amplitudes horaires : La ligne fonctionne du lundi au vendredi de 6 h 5 à 9 h 25 puis de 16 h à 21 h 30, à raison d'une course tous les quarts d'heure. - Date de dernière mise à jour : 6 janvier 2025. | | | | | | | | |
| 4515  | Dernière actualisation : — | | | | | | | | |
| 4516  | (Circulaire) Sainte-Geneviève-des-Bois RER ⥋ via Villiers-sur-Orge | (Circulaire) Sainte-Geneviève-des-Bois RER ⥋ via Villiers-sur-Orge | (Circulaire) Sainte-Geneviève-des-Bois RER ⥋ via Villiers-sur-Orge | (Circulaire) Sainte-Geneviève-des-Bois RER ⥋ via Villiers-sur-Orge | (Circulaire) Sainte-Geneviève-des-Bois RER ⥋ via Villiers-sur-Orge | (Circulaire) Sainte-Geneviève-des-Bois RER ⥋ via Villiers-sur-Orge | (Circulaire) Sainte-Geneviève-des-Bois RER ⥋ via Villiers-sur-Orge | (Circulaire) Sainte-Geneviève-des-Bois RER ⥋ via Villiers-sur-Orge | (Circulaire) Sainte-Geneviève-des-Bois RER ⥋ via Villiers-sur-Orge |
| 4516  | Ouverture / Fermeture — / — | Longueur 8,30 km | Durée 10 à 30 min | Nb. d’arrêts 18 | Matériel Citaro C2 Citaro Facelift | Jours de fonctionnement L, Ma, Me, J, V, S | Jour / Soir / Nuit / Fêtes O / N / N / N | Voy. / an — | Dépôt Montlhéry |
| 4516  | Desserte : - Villes et lieux desservis : Longpont-sur-Orge, Villiers-sur-Orge, Sainte-Geneviève-des-Bois et Villemoisson-sur-Orge - Gare desservie : Sainte-Geneviève-des-Bois. | | | | | | | | |
| 4516  | Autre : - Zone traversée : 5 - Arrêts non accessibles aux UFR : Rond-Point, Résidence, La Seigneurie - Amplitudes horaires : La ligne fonctionne du lundi au vendredi de 6 h à 21 h 10 et le samedi de 6 h 10 à 9 h 25, puis de 12 h 50 à 14 h 50 et enfin de 16 h 20 jusqu'à 20 h 5. - Particularités : Il existe des services du lundi au vendredi en période scolaire qui partent ou terminent à Collège Blaise Pascal aux heures d'entrée et de sortie de l'établissement scolaire. À cette ocassion et seulement dans ce contexte, les arrêts La Seigneurie, Le Garreneau et Rond-Point sont desservis. - Date de dernière mise à jour : 6 janvier 2025.                                                             | | | | | | | | |
| 4516  | Dernière actualisation : — | | | | | | | | |
| 4517  | Longpont-sur-Orge / Ballainvilliers — Fontaine Mansart ⥋ Sainte-Geneviève-des-Bois RER | Longpont-sur-Orge / Ballainvilliers — Fontaine Mansart ⥋ Sainte-Geneviève-des-Bois RER                                                                                   | Longpont-sur-Orge / Ballainvilliers — Fontaine Mansart ⥋ Sainte-Geneviève-des-Bois RER                                                                                   | Longpont-sur-Orge / Ballainvilliers — Fontaine Mansart ⥋ Sainte-Geneviève-des-Bois RER                                                                                   | Longpont-sur-Orge / Ballainvilliers — Fontaine Mansart ⥋ Sainte-Geneviève-des-Bois RER                                                                                   | Longpont-sur-Orge / Ballainvilliers — Fontaine Mansart ⥋ Sainte-Geneviève-des-Bois RER                                                                                   | Longpont-sur-Orge / Ballainvilliers — Fontaine Mansart ⥋ Sainte-Geneviève-des-Bois RER                                                                                   | Longpont-sur-Orge / Ballainvilliers — Fontaine Mansart ⥋ Sainte-Geneviève-des-Bois RER                                                                                   | Longpont-sur-Orge / Ballainvilliers — Fontaine Mansart ⥋ Sainte-Geneviève-des-Bois RER                                                                                   |
| 4517  | Ouverture / Fermeture — / — | Longueur 4 km | Durée 5 à 10 min | Nb. d’arrêts 5 | Matériel Citaro C2 Citaro Facelift | Jours de fonctionnement L, Ma, Me, J, V | Jour / Soir / Nuit / Fêtes O / N / N / N | Voy. / an — | Dépôt Montlhéry |
| 4517  | Desserte : - Villes et lieux desservis : Ballainvilliers, Longpont-sur-Orge, Villiers-sur-Orge et Sainte-Geneviève-des-Bois - Gare desservie : Sainte-Geneviève-des-Bois. | | | | | | | | |
| 4517  | Autre : - Zone traversée : 5 - Arrêts non accessibles aux UFR : Le Perray. - Amplitudes horaires : La ligne fonctionne du lundi au vendredi de 6 h 25 à 8 h 50 puis de 17 h 5 à 20 h. - Date de dernière mise à jour : 6 janvier 2025. | | | | | | | | |
| 4517  | Dernière actualisation : — | | | | | | | | |
| 4518  | Athis-Mons - Porte de l'Essonne ⥋ Morsang-sur-Orge - Libération - Voie de Compiègne | Athis-Mons - Porte de l'Essonne ⥋ Morsang-sur-Orge - Libération - Voie de Compiègne                                                                                      | Athis-Mons - Porte de l'Essonne ⥋ Morsang-sur-Orge - Libération - Voie de Compiègne                                                                                      | Athis-Mons - Porte de l'Essonne ⥋ Morsang-sur-Orge - Libération - Voie de Compiègne                                                                                      | Athis-Mons - Porte de l'Essonne ⥋ Morsang-sur-Orge - Libération - Voie de Compiègne                                                                                      | Athis-Mons - Porte de l'Essonne ⥋ Morsang-sur-Orge - Libération - Voie de Compiègne                                                                                      | Athis-Mons - Porte de l'Essonne ⥋ Morsang-sur-Orge - Libération - Voie de Compiègne                                                                                      | Athis-Mons - Porte de l'Essonne ⥋ Morsang-sur-Orge - Libération - Voie de Compiègne                                                                                      | Athis-Mons - Porte de l'Essonne ⥋ Morsang-sur-Orge - Libération - Voie de Compiègne                                                                                      |
| 4518  | Ouverture / Fermeture — / — | Longueur 17,50 km | Durée 40 à 60 min | Nb. d’arrêts 32 | Matériel Citaro C2 Citaro Facelift Citaro C2 LE Ü Urbanway 12 GNV | Jours de fonctionnement L, Ma, Me, J, V, S | Jour / Soir / Nuit / Fêtes O / N / N / N | Voy. / an — | Dépôt Montlhéry |
| 4518  | Desserte : - Villes et lieux desservis : Athis-Mons, Juvisy-sur-Orge, Viry-Châtillon, Grigny et Morsang-sur-Orge. - Station desservie : Coteaux de l’Orge (T12) et Athis-Mons - Porte de l'Essonne (T7). | | | | | | | | |
| 4518  | Autre : - Zones traversées : 4 et 5 - Arrêts non accessibles aux UFR : Mairie de Juvisy-sur-Orge, Le Billoir. - Vers Athis-Mons - Porte de l’Essonne : Belle Étoile. - Vers Morsang-sur-Orge - Libération - Voie de Compiègne : Les Jonquilles. - Amplitudes horaires : La ligne fonctionne du lundi au vendredi de 4 h 55 à 21 h 13 et le samedi de jusqu'à 21 h 6. - Date de dernière mise à jour : 6 janvier 2025. | | | | | | | | |
| 4518  | Dernière actualisation : — | | | | | | | | |

### Lignes 4520 à 4529
| Ligne | Caractéristiques | Caractéristiques                                                        | Caractéristiques                                                        | Caractéristiques                                                        | Caractéristiques                                                        | Caractéristiques                                                        | Caractéristiques                                                        | Caractéristiques                                                        | Caractéristiques                                                        |
| 4520  | Gare de Juvisy - Condorcet ⥋ Fleury-Mérogis - Maison d'Arrêt des Femmes | Gare de Juvisy - Condorcet ⥋ Fleury-Mérogis - Maison d'Arrêt des Femmes | Gare de Juvisy - Condorcet ⥋ Fleury-Mérogis - Maison d'Arrêt des Femmes | Gare de Juvisy - Condorcet ⥋ Fleury-Mérogis - Maison d'Arrêt des Femmes | Gare de Juvisy - Condorcet ⥋ Fleury-Mérogis - Maison d'Arrêt des Femmes | Gare de Juvisy - Condorcet ⥋ Fleury-Mérogis - Maison d'Arrêt des Femmes | Gare de Juvisy - Condorcet ⥋ Fleury-Mérogis - Maison d'Arrêt des Femmes | Gare de Juvisy - Condorcet ⥋ Fleury-Mérogis - Maison d'Arrêt des Femmes | Gare de Juvisy - Condorcet ⥋ Fleury-Mérogis - Maison d'Arrêt des Femmes |
| ----- | --- | ----------------------------------------------------------------------- | ----------------------------------------------------------------------- | ----------------------------------------------------------------------- | ----------------------------------------------------------------------- | ----------------------------------------------------------------------- | ----------------------------------------------------------------------- | ----------------------------------------------------------------------- | ----------------------------------------------------------------------- |
| 4520  | Ouverture / Fermeture 12 octobre 2020 / — | Longueur 8 km                                                           | Durée 25-30 min                                                         | Nb. d’arrêts 5                                                          | Matériel Citaro C2 Citaro Facelift Urbanway 12 GNV                      | Jours de fonctionnement L, Ma, Me, J, V, S                              | Jour / Soir / Nuit / Fêtes O / N / N / N                                | Voy. / an —                                                             | Dépôt Montlhéry                                                         |
| 4520  | Desserte : - Villes et lieux desservis : Juvisy-sur-Orge et Fleury-Mérogis (maison d'arrêt). - Gare desservie : Gare de Juvisy et Amédée Gordini (T12). |                                                                         |                                                                         |                                                                         |                                                                         |                                                                         |                                                                         |                                                                         |                                                                         |
| 4520  | Autre : - Zone traversée : 4 et 5 - Arrêts non accessibles aux UFR : — - Amplitudes horaires : La ligne fonctionne avec 11 allers-retours quotidiens, du lundi au samedi de 7 h 30 à 20 h 5. - Date de dernière mise à jour : 6 janvier 2025. |                                                                         |                                                                         |                                                                         |                                                                         |                                                                         |                                                                         |                                                                         |                                                                         |
| 4520  | Dernière actualisation : — |                                                                         |                                                                         |                                                                         |                                                                         |                                                                         |                                                                         |                                                                         |                                                                         |
| 4521  | Gare de Savigny-sur-Orge ⥋ Morsang-sur-Orge — Les Jonquilles | Gare de Savigny-sur-Orge ⥋ Morsang-sur-Orge — Les Jonquilles            | Gare de Savigny-sur-Orge ⥋ Morsang-sur-Orge — Les Jonquilles            | Gare de Savigny-sur-Orge ⥋ Morsang-sur-Orge — Les Jonquilles            | Gare de Savigny-sur-Orge ⥋ Morsang-sur-Orge — Les Jonquilles            | Gare de Savigny-sur-Orge ⥋ Morsang-sur-Orge — Les Jonquilles            | Gare de Savigny-sur-Orge ⥋ Morsang-sur-Orge — Les Jonquilles            | Gare de Savigny-sur-Orge ⥋ Morsang-sur-Orge — Les Jonquilles            | Gare de Savigny-sur-Orge ⥋ Morsang-sur-Orge — Les Jonquilles            |
| 4521  | Ouverture / Fermeture — / — | Longueur —                                                              | Durée 15-25 min                                                         | Nb. d’arrêts 12                                                         | Matériel Citaro C2 Citaro Facelift Urbanway 12 GNV                      | Jours de fonctionnement L, Ma, Me, J, V, S, D                           | Jour / Soir / Nuit / Fêtes O / O / N / O                                | Voy. / an —                                                             | Dépôt Montlhéry                                                         |
| 4521  | Desserte : - Villes et lieux desservis : Savigny-sur-Orge et Morsang-sur-Orge - Gare desservie : Savigny-sur-Orge et Parc du Château (T12) |                                                                         |                                                                         |                                                                         |                                                                         |                                                                         |                                                                         |                                                                         |                                                                         |
| 4521  | Autre : - Zones traversées : 4 et 5 - Arrêts non accessibles aux UFR : - - Amplitudes horaires : La ligne fonctionne du lundi au vendredi de 5 h à 0 h 15, le samedi de 5 h 25 à 22 h 45 et les dimanches et fêtes de 6 h 5 à 20 h 45. - Date de dernière mise à jour : 6 janvier 2025. |                                                                         |                                                                         |                                                                         |                                                                         |                                                                         |                                                                         |                                                                         |                                                                         |
| 4521  | Dernière actualisation : — |                                                                         |                                                                         |                                                                         |                                                                         |                                                                         |                                                                         |                                                                         |                                                                         |
| 4522  | Gare de Savigny-sur-Orge ⥋ Fleury-Mérogis — Sycomores | Gare de Savigny-sur-Orge ⥋ Fleury-Mérogis — Sycomores                   | Gare de Savigny-sur-Orge ⥋ Fleury-Mérogis — Sycomores                   | Gare de Savigny-sur-Orge ⥋ Fleury-Mérogis — Sycomores                   | Gare de Savigny-sur-Orge ⥋ Fleury-Mérogis — Sycomores                   | Gare de Savigny-sur-Orge ⥋ Fleury-Mérogis — Sycomores                   | Gare de Savigny-sur-Orge ⥋ Fleury-Mérogis — Sycomores                   | Gare de Savigny-sur-Orge ⥋ Fleury-Mérogis — Sycomores                   | Gare de Savigny-sur-Orge ⥋ Fleury-Mérogis — Sycomores                   |
| 4522  | Ouverture / Fermeture — / — | Longueur —                                                              | Durée 15 min                                                            | Nb. d’arrêts 11                                                         | Matériel Citaro C2 Citaro Facelift Urbanway 12 GNV                      | Jours de fonctionnement L, Ma, Me, J, V, S, D                           | Jour / Soir / Nuit / Fêtes O / O / N / O                                | Voy. / an —                                                             | Dépôt Montlhéry                                                         |
| 4522  | Desserte : - Villes et lieux desservis : Savigny-sur-Orge, Morsang-sur-Orge et Fleury-Mérogis - Gare desservie : Savigny-sur-Orge et Parc du Château (T12) |                                                                         |                                                                         |                                                                         |                                                                         |                                                                         |                                                                         |                                                                         |                                                                         |
| 4522  | Autre : - Zones traversées : 4 et 5 - Arrêts non accessibles aux UFR : - - Amplitudes horaires : La ligne fonctionne du lundi au vendredi de 5 h 10 à 0 h 25, le samedi de 5 h 40 à 22 h 50 et les dimanches et fêtes de 6 h 35 à 20 h 10. - Date de dernière mise à jour : 6 janvier 2025. |                                                                         |                                                                         |                                                                         |                                                                         |                                                                         |                                                                         |                                                                         |                                                                         |
| 4522  | Dernière actualisation : — |                                                                         |                                                                         |                                                                         |                                                                         |                                                                         |                                                                         |                                                                         |                                                                         |
| 4523  | Gare de Juvisy RER - Condorcet ⥋ Viry-Châtillon - François Mitterrand | Gare de Juvisy RER - Condorcet ⥋ Viry-Châtillon - François Mitterrand   | Gare de Juvisy RER - Condorcet ⥋ Viry-Châtillon - François Mitterrand   | Gare de Juvisy RER - Condorcet ⥋ Viry-Châtillon - François Mitterrand   | Gare de Juvisy RER - Condorcet ⥋ Viry-Châtillon - François Mitterrand   | Gare de Juvisy RER - Condorcet ⥋ Viry-Châtillon - François Mitterrand   | Gare de Juvisy RER - Condorcet ⥋ Viry-Châtillon - François Mitterrand   | Gare de Juvisy RER - Condorcet ⥋ Viry-Châtillon - François Mitterrand   | Gare de Juvisy RER - Condorcet ⥋ Viry-Châtillon - François Mitterrand   |
| 4523  | Ouverture / Fermeture — / — | Longueur 6,80 km                                                        | Durée 20 à 30 min                                                       | Nb. d’arrêts 18                                                         | Matériel Citaro C2 Citaro Facelift Urbanway 12 GNV                      | Jours de fonctionnement L, Ma, Me, J, V, S, D                           | Jour / Soir / Nuit / Fêtes O / O / N / O                                | Voy. / an —                                                             | Dépôt Montlhéry                                                         |
| 4523  | Desserte : - Villes et lieux desservis : Juvisy-sur-Orge et Viry-Châtillon. - Gare desservie : Coteaux de l’Orge (T12) et Gare de Juvisy. |                                                                         |                                                                         |                                                                         |                                                                         |                                                                         |                                                                         |                                                                         |                                                                         |
| 4523  | Autre : - Zones traversées : 4 et 5 - Arrêts non accessibles aux UFR : Le Billoir. - Amplitudes horaires : La ligne fonctionne du lundi au vendredi de 5 h 20 à 23 h 15, le samedi de 5 h 35 à 22 h 55 et les dimanches et fêtes à partir de 6 h 35. - Date de dernière mise à jour : 6 janvier 2025. |                                                                         |                                                                         |                                                                         |                                                                         |                                                                         |                                                                         |                                                                         |                                                                         |
| 4523  | Dernière actualisation : — |                                                                         |                                                                         |                                                                         |                                                                         |                                                                         |                                                                         |                                                                         |                                                                         |
| 4524  | Gare de Sainte-Geneviève-des-Bois ⥋ Gare de Juvisy - Condorcet | Gare de Sainte-Geneviève-des-Bois ⥋ Gare de Juvisy - Condorcet          | Gare de Sainte-Geneviève-des-Bois ⥋ Gare de Juvisy - Condorcet          | Gare de Sainte-Geneviève-des-Bois ⥋ Gare de Juvisy - Condorcet          | Gare de Sainte-Geneviève-des-Bois ⥋ Gare de Juvisy - Condorcet          | Gare de Sainte-Geneviève-des-Bois ⥋ Gare de Juvisy - Condorcet          | Gare de Sainte-Geneviève-des-Bois ⥋ Gare de Juvisy - Condorcet          | Gare de Sainte-Geneviève-des-Bois ⥋ Gare de Juvisy - Condorcet          | Gare de Sainte-Geneviève-des-Bois ⥋ Gare de Juvisy - Condorcet          |
| 4524  | Ouverture / Fermeture — / — | Longueur —                                                              | Durée —                                                                 | Nb. d’arrêts 26                                                         | Matériel Citaro C2 Citaro Facelift Urbanway 12 GNV                      | Jours de fonctionnement L, Ma, Me, J, V, S, D                           | Jour / Soir / Nuit / Fêtes O / O / N / O                                | Voy. / an —                                                             | Dépôt Montlhéry                                                         |
| 4524  | Desserte : - Villes et lieux desservis : Sainte-Geneviève-des-Bois, Morsang-sur-Orge, Viry-Châtillon et Juvisy-sur-Orge. - Stations et gares desservies : Gare de Sainte-Geneviève-des-Bois (RER C), Coteaux de l’Orge (T12), Gare de Juvisy (RER C et RER D). |                                                                         |                                                                         |                                                                         |                                                                         |                                                                         |                                                                         |                                                                         |                                                                         |
| 4524  | Autre : - Zones traversées : 4 et 5 - Arrêts non accessibles aux UFR : Les Jonquilles, François Mitterrand. - Amplitudes horaires : La ligne fonctionne tous les jours : - vers Gare de Sainte-Geneviève-des-Bois : avec un premier départ à 5 h 37 du lundi au vendredi, 5 h 41 le samedi et 6 h 39 le dimanche et les jours fériés, le dernier départ étant fixé à 23 h 17 du lundi au vendredi, 23 h 8 le samedi et 22 h 40 le dimanche et les jours fériés ; - vers Gare de Juvisy : avec un premier départ à 5 h 40 du lundi au vendredi, 5 h 49 le samedi et 6 h 22 le dimanche et les jours fériés, le dernier départ étant fixé à 23 h 22 du lundi au vendredi, 23 h 19 le samedi et 22 h 19 le dimanche et les jours fériés. - Particularités : - . - Date de dernière mise à jour : 6 janvier 2025. |                                                                         |                                                                         |                                                                         |                                                                         |                                                                         |                                                                         |                                                                         |                                                                         |
| 4524  | Dernière actualisation : — |                                                                         |                                                                         |                                                                         |                                                                         |                                                                         |                                                                         |                                                                         |                                                                         |

### Lignes 4530 à 4539
| Ligne | Caractéristiques | Caractéristiques | Caractéristiques | Caractéristiques | Caractéristiques | Caractéristiques | Caractéristiques | Caractéristiques | Caractéristiques |
| 4530  | (Circulaire) Brétigny-sur-Orge - Gare Place ⥋ via Vert-le-Grand et Bondoufle | (Circulaire) Brétigny-sur-Orge - Gare Place ⥋ via Vert-le-Grand et Bondoufle                                                                           | (Circulaire) Brétigny-sur-Orge - Gare Place ⥋ via Vert-le-Grand et Bondoufle                                                                           | (Circulaire) Brétigny-sur-Orge - Gare Place ⥋ via Vert-le-Grand et Bondoufle                                                                           | (Circulaire) Brétigny-sur-Orge - Gare Place ⥋ via Vert-le-Grand et Bondoufle                                                                           | (Circulaire) Brétigny-sur-Orge - Gare Place ⥋ via Vert-le-Grand et Bondoufle                                                                           | (Circulaire) Brétigny-sur-Orge - Gare Place ⥋ via Vert-le-Grand et Bondoufle                                                                           | (Circulaire) Brétigny-sur-Orge - Gare Place ⥋ via Vert-le-Grand et Bondoufle                                                                           | (Circulaire) Brétigny-sur-Orge - Gare Place ⥋ via Vert-le-Grand et Bondoufle                                                                           |
| ----- | --- | --- | --- | --- | --- | --- | --- | --- | --- |
| 4530  | Ouverture / Fermeture — / — | Longueur — | Durée 25-60 min | Nb. d’arrêts 23 | Matériel Autocars | Jours de fonctionnement L, Ma, Me, J, V | Jour / Soir / Nuit / Fêtes O / N / N / N | Voy. / an — | Dépôt Brétigny-sur-Orge |
| 4530  | Desserte : - Villes et lieux desservis : Brétigny-sur-Orge (Lycée polyvalent Jean-Pierre-Timbaud), Bondoufle (Centre-ville et Parc de Tréville) et Vert-le-Grand (Église Saint-Germain, Mairie et Bois Connard) - Gare desservie : Brétigny | | | | | | | | |
| 4530  | Autre : - Zone traversée : 5 - Arrêts non accessibles aux UFR : Lycée, Imprimerie Nationale, Parc de Tréville, Place et Noues - Amplitudes horaires : La ligne fonctionne du lundi au vendredi de 5 h 55 à 10 h puis de 15 h 55 à 20 h 40. - Particularités : L'ordre de desserte des arrêts de Bondoufle varie selon le moment de la journée. - Transport à la demande : Depuis le 1er août 2022 la ligne est exploitée en transport à la demande en semaine de 10 h à 16 h et le samedi toute la journée avec un itinéraire fusionné avec la ligne 4301, la desserte du centre ville de Bondoufle ne fait pas partie de la desserte. - Date de dernière mise à jour : 11 janvier 2025. | | | | | | | | |
| 4530  | Dernière actualisation : — | | | | | | | | |
| 4531  | Brétigny-sur-Orge — Maison Neuve - Centre Commercial ⥋ Saint-Michel-sur-Orge — Chemin de Brétigny / Le Plessis-Pâté — Z.A. Parc (du lundi au vendredi) | Brétigny-sur-Orge — Maison Neuve - Centre Commercial ⥋ Saint-Michel-sur-Orge — Chemin de Brétigny / Le Plessis-Pâté — Z.A. Parc (du lundi au vendredi) | Brétigny-sur-Orge — Maison Neuve - Centre Commercial ⥋ Saint-Michel-sur-Orge — Chemin de Brétigny / Le Plessis-Pâté — Z.A. Parc (du lundi au vendredi) | Brétigny-sur-Orge — Maison Neuve - Centre Commercial ⥋ Saint-Michel-sur-Orge — Chemin de Brétigny / Le Plessis-Pâté — Z.A. Parc (du lundi au vendredi) | Brétigny-sur-Orge — Maison Neuve - Centre Commercial ⥋ Saint-Michel-sur-Orge — Chemin de Brétigny / Le Plessis-Pâté — Z.A. Parc (du lundi au vendredi) | Brétigny-sur-Orge — Maison Neuve - Centre Commercial ⥋ Saint-Michel-sur-Orge — Chemin de Brétigny / Le Plessis-Pâté — Z.A. Parc (du lundi au vendredi) | Brétigny-sur-Orge — Maison Neuve - Centre Commercial ⥋ Saint-Michel-sur-Orge — Chemin de Brétigny / Le Plessis-Pâté — Z.A. Parc (du lundi au vendredi) | Brétigny-sur-Orge — Maison Neuve - Centre Commercial ⥋ Saint-Michel-sur-Orge — Chemin de Brétigny / Le Plessis-Pâté — Z.A. Parc (du lundi au vendredi) | Brétigny-sur-Orge — Maison Neuve - Centre Commercial ⥋ Saint-Michel-sur-Orge — Chemin de Brétigny / Le Plessis-Pâté — Z.A. Parc (du lundi au vendredi) |
| 4531  | Ouverture / Fermeture — / — | Longueur — | Durée 20-45 min | Nb. d’arrêts 31 | Matériel Heuliez GX 337 Mercedes Citaro C2 Mercedes Citaro Facelift                                                                                    | Jours de fonctionnement L, Ma, Me, J, V, S, D | Jour / Soir / Nuit / Fêtes O / O / N / O | Voy. / an — | Brétigny sur Orge Brétigny-sur-Orge |
| 4531  | Desserte : - Villes et lieux desservis : Brétigny-sur-Orge (Zone industrielle des Cochets, Centre commercial régional Aushopping Brétigny, Zone industrielle de la Moineire, Lycée polyvalent Jean-Pierre-Timbaud, Mairie, Château de la Fontaine) et l'université d'Évry (Campus de Brétigny), Saint-Michel-sur-Orge (Techniparc) et Le Plessis-Pâté - Gare desservie : Brétigny | | | | | | | | |
| 4531  | Autre : - Zone traversée : 5 - Arrêts non accessibles aux UFR : Ferme M. N. 1, Promenades, Ferme M. N. 2, Sablière, Louise Michel, Rosière, Léonard de Vinci et Z.A. Parc - Amplitudes horaires : La ligne fonctionne du lundi au vendredi de 5 h 20 à 0 h 35, le samedi de 6 h 55 à 0 h 20 et les dimanches et jours fériés (sauf le 1er mai) de 7 h 25 à 0 h 35. - Particularités : - La desserte des arrêts situés dans la zone industrielle des Cochets est limité les dimanches et jours fériés aux arrêts Ferme M. N. 1, Promenades et Ferme M. N. 2. Le reste de la semaine, leur desserte se fait par des bus à destination, le matin, de Brétigny-sur-Orge — Maison Neuve, et dans le sens inverse l'après-midi ; - L'arrêt Brétigny-sur-Orge — Mairie n'est pas desservi le matin des jeudis et des dimanches et jours fériés pour cause de marché, et se voit remplacé par Les Halliers. - Date de dernière mise à jour : 6 janvier 2025. | | | | | | | | |
| 4531  | Dernière actualisation : — | | | | | | | | |
| 4532  | (Circulaire) Brétigny-sur-Orge — Gare Brossolette ⥋ via Brèche aux Loups et l'éco-quartier Clause Bois Badeau | (Circulaire) Brétigny-sur-Orge — Gare Brossolette ⥋ via Brèche aux Loups et l'éco-quartier Clause Bois Badeau                                          | (Circulaire) Brétigny-sur-Orge — Gare Brossolette ⥋ via Brèche aux Loups et l'éco-quartier Clause Bois Badeau                                          | (Circulaire) Brétigny-sur-Orge — Gare Brossolette ⥋ via Brèche aux Loups et l'éco-quartier Clause Bois Badeau                                          | (Circulaire) Brétigny-sur-Orge — Gare Brossolette ⥋ via Brèche aux Loups et l'éco-quartier Clause Bois Badeau                                          | (Circulaire) Brétigny-sur-Orge — Gare Brossolette ⥋ via Brèche aux Loups et l'éco-quartier Clause Bois Badeau                                          | (Circulaire) Brétigny-sur-Orge — Gare Brossolette ⥋ via Brèche aux Loups et l'éco-quartier Clause Bois Badeau                                          | (Circulaire) Brétigny-sur-Orge — Gare Brossolette ⥋ via Brèche aux Loups et l'éco-quartier Clause Bois Badeau                                          | (Circulaire) Brétigny-sur-Orge — Gare Brossolette ⥋ via Brèche aux Loups et l'éco-quartier Clause Bois Badeau                                          |
| 4532  | Ouverture / Fermeture 11 mars 2019 / — | Longueur — | Durée 15-20 min | Nb. d’arrêts 16 à 18 | Matériel — | Jours de fonctionnement L, Ma, Me, J, V, S | Jour / Soir / Nuit / Fêtes O / N / N / N | Voy. / an — | Dépôt Brétigny-sur-Orge |
| 4532  | Desserte : - Ville et lieux desservis : Brétigny-sur-Orge - Gare desservie : Brétigny | | | | | | | | |
| 4532  | Autre : - Zone traversée : 5 - Arrêts non accessibles aux UFR : Carrère d'Encausse, Brèche aux Loups, Gayot Babin, Lanson, Revol, Jules Marquis, Mesnil, Levi Strauss et Lycée - Amplitudes horaires : La ligne fonctionne du lundi au vendredi de 5 h 40 à 21 h et le samedi de 6 h 10 à 20 h 30. - Particularités : Il existe un service scolaire les jours ouvrés ayant pour origine Langevin Wallon, à destination du lycée Jean-Pierre Timbaud, et l'arrêt Lucien Clausse sert de point de départ à un autre service, du lundi au vendredi. - Date de dernière mise à jour : 6 janvier 2025. | | | | | | | | |
| 4532  | Dernière actualisation : — | | | | | | | | |
| 4533  | (Circulaire) Brétigny-sur-Orge — Gare Place ⥋ via Le Plessis-Pâté / Bondoufle — Imprimerie nationale | (Circulaire) Brétigny-sur-Orge — Gare Place ⥋ via Le Plessis-Pâté / Bondoufle — Imprimerie nationale                                                   | (Circulaire) Brétigny-sur-Orge — Gare Place ⥋ via Le Plessis-Pâté / Bondoufle — Imprimerie nationale                                                   | (Circulaire) Brétigny-sur-Orge — Gare Place ⥋ via Le Plessis-Pâté / Bondoufle — Imprimerie nationale                                                   | (Circulaire) Brétigny-sur-Orge — Gare Place ⥋ via Le Plessis-Pâté / Bondoufle — Imprimerie nationale                                                   | (Circulaire) Brétigny-sur-Orge — Gare Place ⥋ via Le Plessis-Pâté / Bondoufle — Imprimerie nationale                                                   | (Circulaire) Brétigny-sur-Orge — Gare Place ⥋ via Le Plessis-Pâté / Bondoufle — Imprimerie nationale                                                   | (Circulaire) Brétigny-sur-Orge — Gare Place ⥋ via Le Plessis-Pâté / Bondoufle — Imprimerie nationale                                                   | (Circulaire) Brétigny-sur-Orge — Gare Place ⥋ via Le Plessis-Pâté / Bondoufle — Imprimerie nationale                                                   |
| 4533  | Ouverture / Fermeture — / — | Longueur 4,50 km | Durée 10-20 (30) min | Nb. d’arrêts 16 (32) | Matériel — | Jours de fonctionnement L, Ma, Me, J, V, S | Jour / Soir / Nuit / Fêtes O / N / N / N | Voy. / an — | Dépôt Brétigny-sur-Orge |
| 4533  | Desserte : - Villes et lieux desservis : Brétigny-sur-Orge (établissement scolaire Jeanne-d'Arc, église Saint-Paul, gymnase Joliot-Curie, police municipale, CAC Brétigny, Théâtre Brétigny, lycée Jean-Pierre-Timbaud, piscine Léo-Lagrange, complexe sportif Auguste-Delaune, dojo), Le Plessis-Pâté (complexe sportif Le Colombier, centre commercial Les Clos des Arcades, espace Michel-Berger, mairie, église Notre-Dame-des-Victoires, école municipale de musique et de danse Michel-Legrand), Sainte-Geneviève-des-Bois (Z.I de la Croix Blanche) et Bondoufle (Centre-ville, Imprimerie nationale) - Gare desservie : Brétigny | | | | | | | | |
| 4533  | Autre : - Zone traversée : 5 - Arrêt non accessibles aux UFR : Lycée - Amplitudes horaires : La ligne fonctionne du lundi au vendredi de 5 h 45 à 20 h 40 et le samedi de 6 h 25 à 20 h 15. - Particularités : De 10 h 30 à 17 h 30 et le Samedi toute la journée, la ligne relie Brétigny à l'Imprimerie nationale. - Date de dernière mise à jour : 6 janvier 2025. | | | | | | | | |
| 4533  | Dernière actualisation : — | | | | | | | | |
| 4534  | Brétigny-sur-Orge — Gare Brosolette ⥋ Base aérienne 217 | Brétigny-sur-Orge — Gare Brosolette ⥋ Base aérienne 217                                                                                                | Brétigny-sur-Orge — Gare Brosolette ⥋ Base aérienne 217                                                                                                | Brétigny-sur-Orge — Gare Brosolette ⥋ Base aérienne 217                                                                                                | Brétigny-sur-Orge — Gare Brosolette ⥋ Base aérienne 217                                                                                                | Brétigny-sur-Orge — Gare Brosolette ⥋ Base aérienne 217                                                                                                | Brétigny-sur-Orge — Gare Brosolette ⥋ Base aérienne 217                                                                                                | Brétigny-sur-Orge — Gare Brosolette ⥋ Base aérienne 217                                                                                                | Brétigny-sur-Orge — Gare Brosolette ⥋ Base aérienne 217                                                                                                |
| 4534  | Ouverture / Fermeture 11 mars 2019 / — | Longueur — | Durée 10 min | Nb. d’arrêts 10 | Matériel — | Jours de fonctionnement L, Ma, Me, J, V, S | Jour / Soir / Nuit / Fêtes O / N / N / N | Voy. / an — | Dépôt Brétigny-sur-Orge |
| 4534  | Desserte : - Ville et lieux desservis : Brétigny-sur-Orge - Gare desservie : Brétigny | | | | | | | | |
| 4534  | Autre : - Zone traversée : 5 - Arrêts non accessibles aux UFR : Beau de Rochas - Amplitudes horaires : La ligne fonctionne du lundi au vendredi de 5 h 35 à 21 h et le samedi de 6 h 10 à 20 h 30. - Date de dernière mise à jour : 6 janvier 2025. | | | | | | | | |
| 4534  | Dernière actualisation : — | | | | | | | | |
| 4535  | Brétigny-sur-Orge — Gare Place ⥋ Le Plessis-Pâté — Eurocontrol | Brétigny-sur-Orge — Gare Place ⥋ Le Plessis-Pâté — Eurocontrol                                                                                         | Brétigny-sur-Orge — Gare Place ⥋ Le Plessis-Pâté — Eurocontrol                                                                                         | Brétigny-sur-Orge — Gare Place ⥋ Le Plessis-Pâté — Eurocontrol                                                                                         | Brétigny-sur-Orge — Gare Place ⥋ Le Plessis-Pâté — Eurocontrol                                                                                         | Brétigny-sur-Orge — Gare Place ⥋ Le Plessis-Pâté — Eurocontrol                                                                                         | Brétigny-sur-Orge — Gare Place ⥋ Le Plessis-Pâté — Eurocontrol                                                                                         | Brétigny-sur-Orge — Gare Place ⥋ Le Plessis-Pâté — Eurocontrol                                                                                         | Brétigny-sur-Orge — Gare Place ⥋ Le Plessis-Pâté — Eurocontrol                                                                                         |
| 4535  | Ouverture / Fermeture 30 novembre 2020 / — | Longueur — | Durée 20 min | Nb. d’arrêts 11 | Matériel — | Jours de fonctionnement L, Ma, Me, J, V | Jour / Soir / Nuit / Fêtes O / N / N / N | Voy. / an — | Dépôt Brétigny-sur-Orge |
| 4535  | Desserte : - Villes et lieux desservis : Brétigny-sur-Orge (lycée polyvalent Jean-Pierre-Timbaud, base aérienne 217, centre d'essais en vol) et Le Plessis-Pâté (bois des Bordes, Eurocontrol) - Gare desservie : Brétigny | | | | | | | | |
| 4535  | Autre : - Zone traversée : 5 - Arrêts non accessibles aux UFR : - - Amplitudes horaires : La ligne fonctionne du lundi au vendredi de 5 h 30 à 21 h 20. - Date de dernière mise à jour : 11 janvier 2025. | | | | | | | | |
| 4535  | Dernière actualisation : — | | | | | | | | |
| 4536  | Brétigny-sur-Orge — Gare Place ⥋ Brétigny-sur-Orge — CEV | Brétigny-sur-Orge — Gare Place ⥋ Brétigny-sur-Orge — CEV                                                                                               | Brétigny-sur-Orge — Gare Place ⥋ Brétigny-sur-Orge — CEV                                                                                               | Brétigny-sur-Orge — Gare Place ⥋ Brétigny-sur-Orge — CEV                                                                                               | Brétigny-sur-Orge — Gare Place ⥋ Brétigny-sur-Orge — CEV                                                                                               | Brétigny-sur-Orge — Gare Place ⥋ Brétigny-sur-Orge — CEV                                                                                               | Brétigny-sur-Orge — Gare Place ⥋ Brétigny-sur-Orge — CEV                                                                                               | Brétigny-sur-Orge — Gare Place ⥋ Brétigny-sur-Orge — CEV                                                                                               | Brétigny-sur-Orge — Gare Place ⥋ Brétigny-sur-Orge — CEV                                                                                               |
| 4536  | Ouverture / Fermeture 8 janvier 2024 / — | Longueur — | Durée 7 min | Nb. d’arrêts 5 | Matériel — | Jours de fonctionnement L, Ma, Me, J, V, S, D | Jour / Soir / Nuit / Fêtes O / N / N / O | Voy. / an — | Dépôt Brétigny-sur-Orge |
| 4536  | Desserte : - Villes et lieux desservis : Brétigny-sur-Orge (lycée polyvalent Jean-Pierre-Timbaud, base aérienne 217, CEV) - Gare desservie : Brétigny | | | | | | | | |
| 4536  | Autre : - Zone traversée : 5 - Arrêts non accessibles aux UFR : - - Amplitudes horaires : La ligne fonctionne du lundi au vendredi de 4 h 45 à 21 h 30, le samedi de 5 h 35 à 20 h 5 et les dimanches et fêtes de 6 h à 20 h 20. - Date de dernière mise à jour : 6 janvier 2025. | | | | | | | | |
| 4536  | Dernière actualisation : — | | | | | | | | |
| 4537  | Longpont-sur-Orge - Fontaine Mansart ⥋ Gare de Sainte-Geneviève-des-Bois RER | Longpont-sur-Orge - Fontaine Mansart ⥋ Gare de Sainte-Geneviève-des-Bois RER                                                                           | Longpont-sur-Orge - Fontaine Mansart ⥋ Gare de Sainte-Geneviève-des-Bois RER                                                                           | Longpont-sur-Orge - Fontaine Mansart ⥋ Gare de Sainte-Geneviève-des-Bois RER                                                                           | Longpont-sur-Orge - Fontaine Mansart ⥋ Gare de Sainte-Geneviève-des-Bois RER                                                                           | Longpont-sur-Orge - Fontaine Mansart ⥋ Gare de Sainte-Geneviève-des-Bois RER                                                                           | Longpont-sur-Orge - Fontaine Mansart ⥋ Gare de Sainte-Geneviève-des-Bois RER                                                                           | Longpont-sur-Orge - Fontaine Mansart ⥋ Gare de Sainte-Geneviève-des-Bois RER                                                                           | Longpont-sur-Orge - Fontaine Mansart ⥋ Gare de Sainte-Geneviève-des-Bois RER                                                                           |
| 4537  | Ouverture / Fermeture — / — | Longueur 7,20 km | Durée 15 à 20 min | Nb. d’arrêts 15 | Matériel Citaro C2 Citaro Facelift | Jours de fonctionnement L, Ma, Me, J, V | Jour / Soir / Nuit / Fêtes O / N / N / N | Voy. / an — | Dépôt Montlhéry |
| 4537  | Desserte : - Villes et lieux desservis : Longpont-sur-Orge et Sainte-Geneviève-des-Bois - Gare desservie : Sainte-Geneviève-des-Bois | | | | | | | | |
| 4537  | Autre : - Zone traversée : 5 - Arrêts non accessibles aux UFR : Mairie. - Amplitudes horaires : La ligne fonctionne du lundi au vendredi de 6 h 5 à 9 h 10 puis de 16 h 45 à 20 h 25. - Particularités : La ligne fonctionne le matin en direction de Sainte-Geneviève-des-Bois et le soir dans le sens inverse. - Date de dernière mise à jour : 6 janvier 2025. | | | | | | | | |
| 4537  | Dernière actualisation : — | | | | | | | | |
| 4538  | Leuville-sur-Orge — Place des F.F.I. ⥋ Brétigny-sur-Orge RER | Leuville-sur-Orge — Place des F.F.I. ⥋ Brétigny-sur-Orge RER                                                                                           | Leuville-sur-Orge — Place des F.F.I. ⥋ Brétigny-sur-Orge RER                                                                                           | Leuville-sur-Orge — Place des F.F.I. ⥋ Brétigny-sur-Orge RER                                                                                           | Leuville-sur-Orge — Place des F.F.I. ⥋ Brétigny-sur-Orge RER                                                                                           | Leuville-sur-Orge — Place des F.F.I. ⥋ Brétigny-sur-Orge RER                                                                                           | Leuville-sur-Orge — Place des F.F.I. ⥋ Brétigny-sur-Orge RER                                                                                           | Leuville-sur-Orge — Place des F.F.I. ⥋ Brétigny-sur-Orge RER                                                                                           | Leuville-sur-Orge — Place des F.F.I. ⥋ Brétigny-sur-Orge RER                                                                                           |
| 4538  | Ouverture / Fermeture — / — | Longueur 13 km | Durée 15 à 20 min | Nb. d’arrêts 19 | Matériel Citaro C2 Citaro Facelift | Jours de fonctionnement L, Ma, Me, J, V | Jour / Soir / Nuit / Fêtes O / N / N / N | Voy. / an — | Dépôt Montlhéry |
| 4538  | Desserte : - Villes et lieux desservis : Leuville-sur-Orge, Saint-Germain-lès-Arpajon, Arpajon et Brétigny-sur-Orge - Gare desservie : Brétigny | | | | | | | | |
| 4538  | Autre : - Zone traversée : 5 - Arrêts non accessibles aux UFR : Le Parc, Jules Vallès (Cité), Cendrennes, George Sand, Porte d'Étampes, La Poste et Porte de Paris - Amplitudes horaires : La ligne fonctionne du lundi au vendredi de 6 h 10 à 9 h 40 puis de 16 h 35 à 19 h 55. - Particularités : Les arrêts de Porte d'Étampes à Arpajon — La Montagne sont desservis uniquement en direction d'Arpajon le matin en période scolaire à raison d'un passage. Les arrêts de Jules Vallès (Cité) à George Sand sont desservis le matin en direction de Brétigny-sur-Orge et le soir dans le sens inverse. - Date de dernière mise à jour : 6 janvier 2025. | | | | | | | | |
| 4538  | Dernière actualisation : — | | | | | | | | |
| 4539  | Gare de Brétigny ⥋ Gare de Saint-Michel-sur-Orge | Gare de Brétigny ⥋ Gare de Saint-Michel-sur-Orge | Gare de Brétigny ⥋ Gare de Saint-Michel-sur-Orge | Gare de Brétigny ⥋ Gare de Saint-Michel-sur-Orge | Gare de Brétigny ⥋ Gare de Saint-Michel-sur-Orge | Gare de Brétigny ⥋ Gare de Saint-Michel-sur-Orge | Gare de Brétigny ⥋ Gare de Saint-Michel-sur-Orge | Gare de Brétigny ⥋ Gare de Saint-Michel-sur-Orge | Gare de Brétigny ⥋ Gare de Saint-Michel-sur-Orge |
| 4539  | Ouverture / Fermeture — / — | Longueur — | Durée 25 min | Nb. d’arrêts 24 | Matériel Citaro C2 | Jours de fonctionnement L, Ma, Me, J, V | Jour / Soir / Nuit / Fêtes O / N / N / N | Voy. / an — | Dépôt Montlhéry |
| 4539  | Desserte : - Villes et lieux desservis : Brétigny-sur-Orge, Leuville-sur-Orge, Linas (mairie, église Saint-Merry de Linas), Longpont-sur-Orge et Saint-Michel-sur-Orge (piscine, COSEC Tony Guigonis, stades Fayel et des Tiphoines) - Gare desservie : Brétigny, Saint-Michel-sur-Orge. | | | | | | | | |
| 4539  | Autre : - Zone traversée : 5 - Arrêts non accessibles aux UFR : — - Amplitudes horaires : La ligne fonctionne du lundi au vendredi de 6 h 45 à 9 h 50 puis de 16 h 20 à 20 h 10. - Date de dernière mise à jour : 6 janvier 2025. | | | | | | | | |
| 4539  | Dernière actualisation : — | | | | | | | | |

### Lignes 4540 à 4549
| Ligne | Caractéristiques | Caractéristiques | Caractéristiques | Caractéristiques | Caractéristiques | Caractéristiques | Caractéristiques | Caractéristiques | Caractéristiques |
| 4540  | Gare de Saint-Michel-sur-Orge RER ⥋ Sainte-Geneviève-des-Bois - Place Hausen / Sainte-Geneviève-des-Bois - Z.I. Croix Blanche (du lundi au vendredi à certaines heures) | Gare de Saint-Michel-sur-Orge RER ⥋ Sainte-Geneviève-des-Bois - Place Hausen / Sainte-Geneviève-des-Bois - Z.I. Croix Blanche (du lundi au vendredi à certaines heures) | Gare de Saint-Michel-sur-Orge RER ⥋ Sainte-Geneviève-des-Bois - Place Hausen / Sainte-Geneviève-des-Bois - Z.I. Croix Blanche (du lundi au vendredi à certaines heures) | Gare de Saint-Michel-sur-Orge RER ⥋ Sainte-Geneviève-des-Bois - Place Hausen / Sainte-Geneviève-des-Bois - Z.I. Croix Blanche (du lundi au vendredi à certaines heures) | Gare de Saint-Michel-sur-Orge RER ⥋ Sainte-Geneviève-des-Bois - Place Hausen / Sainte-Geneviève-des-Bois - Z.I. Croix Blanche (du lundi au vendredi à certaines heures) | Gare de Saint-Michel-sur-Orge RER ⥋ Sainte-Geneviève-des-Bois - Place Hausen / Sainte-Geneviève-des-Bois - Z.I. Croix Blanche (du lundi au vendredi à certaines heures) | Gare de Saint-Michel-sur-Orge RER ⥋ Sainte-Geneviève-des-Bois - Place Hausen / Sainte-Geneviève-des-Bois - Z.I. Croix Blanche (du lundi au vendredi à certaines heures) | Gare de Saint-Michel-sur-Orge RER ⥋ Sainte-Geneviève-des-Bois - Place Hausen / Sainte-Geneviève-des-Bois - Z.I. Croix Blanche (du lundi au vendredi à certaines heures) | Gare de Saint-Michel-sur-Orge RER ⥋ Sainte-Geneviève-des-Bois - Place Hausen / Sainte-Geneviève-des-Bois - Z.I. Croix Blanche (du lundi au vendredi à certaines heures) |
| ----- | --- | --- | --- | --- | --- | --- | --- | --- | --- |
| 4540  | Ouverture / Fermeture — / — | Longueur 5,15 km | Durée 5 à 15 min | Nb. d’arrêts 11 | Matériel Citaro C2 Citaro Facelift Urbanway 12 GNV | Jours de fonctionnement L, Ma, Me, J, V, S, D | Jour / Soir / Nuit / Fêtes O / O / N / O | Voy. / an — | Dépôt Montlhéry |
| 4540  | Desserte : - Villes et lieux desservis : Saint-Michel-sur-Orge et Sainte-Geneviève-des-Bois. - Gare desservie : Gare de Saint-Michel-sur-Orge. | | | | | | | | |
| 4540  | Autre : - Zone traversée : 5 - Arrêts non accessibles aux UFR : — - Amplitudes horaires : La ligne fonctionne du lundi au vendredi de 5 h 20 à 0 h 35, le samedi de 5 h 40 à 23 h 10 et les dimanches et fêtes de 7 h 50 à 22 h 40. - Particularités : Les arrêts de Gounod à Aristide Briand ne sont pas desservis le samedi avant 16 h 30 en direction de Place Hausen et dans le sens inverse après 16 h 30. Il existe des services directs à certaines heures entre Saint-Michel-sur-Orge RER et Place Hausen du lundi au vendredi lors des jours scolaires. - Date de dernière mise à jour : 11 janvier 2025. | | | | | | | | |
| 4540  | Dernière actualisation : — | | | | | | | | |
| 4541  | Gare de Saint-Michel-sur-Orge RER ⥋ Saint-Michel-sur-Orge - Noue Rousseau / Saint-Michel-sur-Orge - Chemin de Brétigny (terminus du lundi au vendredi uniquement) | Gare de Saint-Michel-sur-Orge RER ⥋ Saint-Michel-sur-Orge - Noue Rousseau / Saint-Michel-sur-Orge - Chemin de Brétigny (terminus du lundi au vendredi uniquement)       | Gare de Saint-Michel-sur-Orge RER ⥋ Saint-Michel-sur-Orge - Noue Rousseau / Saint-Michel-sur-Orge - Chemin de Brétigny (terminus du lundi au vendredi uniquement)       | Gare de Saint-Michel-sur-Orge RER ⥋ Saint-Michel-sur-Orge - Noue Rousseau / Saint-Michel-sur-Orge - Chemin de Brétigny (terminus du lundi au vendredi uniquement)       | Gare de Saint-Michel-sur-Orge RER ⥋ Saint-Michel-sur-Orge - Noue Rousseau / Saint-Michel-sur-Orge - Chemin de Brétigny (terminus du lundi au vendredi uniquement)       | Gare de Saint-Michel-sur-Orge RER ⥋ Saint-Michel-sur-Orge - Noue Rousseau / Saint-Michel-sur-Orge - Chemin de Brétigny (terminus du lundi au vendredi uniquement)       | Gare de Saint-Michel-sur-Orge RER ⥋ Saint-Michel-sur-Orge - Noue Rousseau / Saint-Michel-sur-Orge - Chemin de Brétigny (terminus du lundi au vendredi uniquement)       | Gare de Saint-Michel-sur-Orge RER ⥋ Saint-Michel-sur-Orge - Noue Rousseau / Saint-Michel-sur-Orge - Chemin de Brétigny (terminus du lundi au vendredi uniquement)       | Gare de Saint-Michel-sur-Orge RER ⥋ Saint-Michel-sur-Orge - Noue Rousseau / Saint-Michel-sur-Orge - Chemin de Brétigny (terminus du lundi au vendredi uniquement)       |
| 4541  | Ouverture / Fermeture — / — | Longueur — | Durée 10-15 min | Nb. d’arrêts 13 | Matériel Citaro C2 Citaro Facelift Urbanway 12 GNV | Jours de fonctionnement L, Ma, Me, J, V, S, D | Jour / Soir / Nuit / Fêtes O / N / N / O | Voy. / an — | Dépôt Montlhéry |
| 4541  | Desserte : - Ville et lieux desservis : Saint-Michel-sur-Orge - Gare desservie : Gare de Saint-Michel-sur-Orge. | | | | | | | | |
| 4541  | Autre : - Zone traversée : 5 - Arrêts non accessibles aux UFR : — - Amplitudes horaires : La ligne fonctionne du lundi au vendredi de 5 h 50 à 22 h 15, le samedi de 5 h 55 à 22 h 5 et les dimanches et fêtes à partir de 8 h. - Date de dernière mise à jour : 11 janvier 2025. | | | | | | | | |
| 4541  | Dernière actualisation : — | | | | | | | | |
| 4542  | Gare de Saint-Michel-sur-Orge ⥋ Gare de Brétigny | Gare de Saint-Michel-sur-Orge ⥋ Gare de Brétigny | Gare de Saint-Michel-sur-Orge ⥋ Gare de Brétigny | Gare de Saint-Michel-sur-Orge ⥋ Gare de Brétigny | Gare de Saint-Michel-sur-Orge ⥋ Gare de Brétigny | Gare de Saint-Michel-sur-Orge ⥋ Gare de Brétigny | Gare de Saint-Michel-sur-Orge ⥋ Gare de Brétigny | Gare de Saint-Michel-sur-Orge ⥋ Gare de Brétigny | Gare de Saint-Michel-sur-Orge ⥋ Gare de Brétigny |
| 4542  | Ouverture / Fermeture — / — | Longueur — | Durée 15-20 min | Nb. d’arrêts 10 | Matériel Citaro C2 Citaro Facelift | Jours de fonctionnement L, Ma, Me, J, V, S | Jour / Soir / Nuit / Fêtes O / N / N / N | Voy. / an — | Dépôt Montlhéry |
| 4542  | Desserte : - Villes et lieux desservis : Saint-Michel-sur-Orge et Brétigny-sur-Orge - Gares desservies : Saint-Michel-sur-Orge et Brétigny | | | | | | | | |
| 4542  | Autre : - Zone traversée : 5 - Arrêts non accessibles aux UFR : — - Amplitudes horaires : La ligne fonctionne du lundi au vendredi de 5 h 35 à 21 h et le samedi de 5 h 40 à 21 h 10. - Date de dernière mise à jour : 11 janvier 2025. | | | | | | | | |
| 4542  | Dernière actualisation : — | | | | | | | | |
| 4543  | Linas — UNM-UTAC ⥋ Brétigny-sur-Orge RER | Linas — UNM-UTAC ⥋ Brétigny-sur-Orge RER | Linas — UNM-UTAC ⥋ Brétigny-sur-Orge RER | Linas — UNM-UTAC ⥋ Brétigny-sur-Orge RER | Linas — UNM-UTAC ⥋ Brétigny-sur-Orge RER | Linas — UNM-UTAC ⥋ Brétigny-sur-Orge RER | Linas — UNM-UTAC ⥋ Brétigny-sur-Orge RER | Linas — UNM-UTAC ⥋ Brétigny-sur-Orge RER | Linas — UNM-UTAC ⥋ Brétigny-sur-Orge RER |
| 4543  | Ouverture / Fermeture — / — | Longueur 12,25 km | Durée 25 à 35 min | Nb. d’arrêts 18 | Matériel S 415 LE Business Citaro C2 Citaro Facelift | Jours de fonctionnement L, Ma, Me, J, V | Jour / Soir / Nuit / Fêtes O / N / N / N | Voy. / an — | Dépôt Montlhéry |
| 4543  | Desserte : - Villes et lieux desservis : Linas, Leuville-sur-Orge et Brétigny-sur-Orge - Gare desservie : Brétigny | | | | | | | | |
| 4543  | Autre : - Zone traversée : 5 - Arrêts non accessibles aux UFR : — - Amplitudes horaires : La ligne fonctionne du lundi au vendredi de 6 h 15 à 10 h 25 puis de 16 h 15 à 21 h 25. - Particularités : L'arrêt Aristide Briand est desservi le matin en direction de Brétigny-sur-Orge et le soir dans le sens inverse. - Date de dernière mise à jour : 11 janvier 2025. | | | | | | | | |
| 4543  | Dernière actualisation : — | | | | | | | | |

### Lignes 4550 à 4559
| Ligne | Caractéristiques | Caractéristiques                                                                           | Caractéristiques                                                                           | Caractéristiques                                                                           | Caractéristiques                                                                           | Caractéristiques                                                                           | Caractéristiques                                                                           | Caractéristiques                                                                           | Caractéristiques                                                                           |
| 4550  | Égly — La Mare aux Bourguignons ⥋ Ollainville — Collège de la Fontaine-aux-Bergers | Égly — La Mare aux Bourguignons ⥋ Ollainville — Collège de la Fontaine-aux-Bergers         | Égly — La Mare aux Bourguignons ⥋ Ollainville — Collège de la Fontaine-aux-Bergers         | Égly — La Mare aux Bourguignons ⥋ Ollainville — Collège de la Fontaine-aux-Bergers         | Égly — La Mare aux Bourguignons ⥋ Ollainville — Collège de la Fontaine-aux-Bergers         | Égly — La Mare aux Bourguignons ⥋ Ollainville — Collège de la Fontaine-aux-Bergers         | Égly — La Mare aux Bourguignons ⥋ Ollainville — Collège de la Fontaine-aux-Bergers         | Égly — La Mare aux Bourguignons ⥋ Ollainville — Collège de la Fontaine-aux-Bergers         | Égly — La Mare aux Bourguignons ⥋ Ollainville — Collège de la Fontaine-aux-Bergers         |
| ----- | --- | ------------------------------------------------------------------------------------------ | ------------------------------------------------------------------------------------------ | ------------------------------------------------------------------------------------------ | ------------------------------------------------------------------------------------------ | ------------------------------------------------------------------------------------------ | ------------------------------------------------------------------------------------------ | ------------------------------------------------------------------------------------------ | ------------------------------------------------------------------------------------------ |
| 4550  | Ouverture / Fermeture — / — | Longueur —                                                                                 | Durée 15-20 min                                                                            | Nb. d’arrêts 9                                                                             | Matériel Citaro C2 Citaro Facelift                                                         | Jours de fonctionnement L, Ma, Me, J, V                                                    | Jour / Soir / Nuit / Fêtes O / N / N / N                                                   | Voy. / an —                                                                                | Dépôt Avrainville                                                                          |
| 4550  | Desserte : - Villes et lieux desservis : Égly et Ollainville - Gare desservie : Égly |                                                                                            |                                                                                            |                                                                                            |                                                                                            |                                                                                            |                                                                                            |                                                                                            |                                                                                            |
| 4550  | Autre : - Zone traversée : 5 - Arrêts non accessibles aux UFR : — - Amplitudes horaires : La ligne fonctionne du lundi au vendredi de 5 h 55 à 9 h 30 puis de 16 h 25 à 20 h 20. - Date de dernière mise à jour : 11 janvier 2025. |                                                                                            |                                                                                            |                                                                                            |                                                                                            |                                                                                            |                                                                                            |                                                                                            |                                                                                            |
| 4550  | Dernière actualisation : — |                                                                                            |                                                                                            |                                                                                            |                                                                                            |                                                                                            |                                                                                            |                                                                                            |                                                                                            |
| 4551  | Gare de Breuillet - Bruyères ⥋ Bruyères-le-Châtel — Teratec | Gare de Breuillet - Bruyères ⥋ Bruyères-le-Châtel — Teratec                                | Gare de Breuillet - Bruyères ⥋ Bruyères-le-Châtel — Teratec                                | Gare de Breuillet - Bruyères ⥋ Bruyères-le-Châtel — Teratec                                | Gare de Breuillet - Bruyères ⥋ Bruyères-le-Châtel — Teratec                                | Gare de Breuillet - Bruyères ⥋ Bruyères-le-Châtel — Teratec                                | Gare de Breuillet - Bruyères ⥋ Bruyères-le-Châtel — Teratec                                | Gare de Breuillet - Bruyères ⥋ Bruyères-le-Châtel — Teratec                                | Gare de Breuillet - Bruyères ⥋ Bruyères-le-Châtel — Teratec                                |
| 4551  | Ouverture / Fermeture — / — | Longueur —                                                                                 | Durée 5-15 min                                                                             | Nb. d’arrêts 10                                                                            | Matériel —                                                                                 | Jours de fonctionnement L, Ma, Me, J, V                                                    | Jour / Soir / Nuit / Fêtes O / N / N / N                                                   | Voy. / an —                                                                                | Dépôt —                                                                                    |
| 4551  | Desserte : - Villes et lieux desservis : Breuillet et Bruyères-le-Châtel - Gare desservie : Breuillet - Bruyères-le-Châtel |                                                                                            |                                                                                            |                                                                                            |                                                                                            |                                                                                            |                                                                                            |                                                                                            |                                                                                            |
| 4551  | Autre : - Zone traversée : 5 - Arrêts non accessibles aux UFR : — - Amplitudes horaires : La ligne fonctionne du lundi au vendredi de 6 h 35 à 10 h 20 puis de 16 h 15 à 20 h 20. - Particularité : La ligne est directe entre Zone industrielle et Teratec le matin en direction de Bruyères-le-Châtel et le soir dans le sens inverse. - Date de dernière mise à jour : 11 janvier 2025.                         |                                                                                            |                                                                                            |                                                                                            |                                                                                            |                                                                                            |                                                                                            |                                                                                            |                                                                                            |
| 4551  | Dernière actualisation : — |                                                                                            |                                                                                            |                                                                                            |                                                                                            |                                                                                            |                                                                                            |                                                                                            |                                                                                            |
| 4552  | (Circulaire) Breuillet-Village RER ⥋ via Breuillet | (Circulaire) Breuillet-Village RER ⥋ via Breuillet                                         | (Circulaire) Breuillet-Village RER ⥋ via Breuillet                                         | (Circulaire) Breuillet-Village RER ⥋ via Breuillet                                         | (Circulaire) Breuillet-Village RER ⥋ via Breuillet                                         | (Circulaire) Breuillet-Village RER ⥋ via Breuillet                                         | (Circulaire) Breuillet-Village RER ⥋ via Breuillet                                         | (Circulaire) Breuillet-Village RER ⥋ via Breuillet                                         | (Circulaire) Breuillet-Village RER ⥋ via Breuillet                                         |
| 4552  | Ouverture / Fermeture — / — | Longueur —                                                                                 | Durée 15 min                                                                               | Nb. d’arrêts 9                                                                             | Matériel —                                                                                 | Jours de fonctionnement L, Ma, Me, J, V                                                    | Jour / Soir / Nuit / Fêtes O / N / N / N                                                   | Voy. / an —                                                                                | Dépôt —                                                                                    |
| 4552  | Desserte : - Ville et lieux desservis : Breuillet - Gare desservie : Breuillet-Village |                                                                                            |                                                                                            |                                                                                            |                                                                                            |                                                                                            |                                                                                            |                                                                                            |                                                                                            |
| 4552  | Autre : - Zone traversée : 5 - Arrêts non accessibles aux UFR : — - Amplitudes horaires : La ligne fonctionne du lundi au vendredi de 5 h 30 à 8 h 45 puis de 16 h 15 à 20 h. - Date de dernière mise à jour : 11 janvier 2025. |                                                                                            |                                                                                            |                                                                                            |                                                                                            |                                                                                            |                                                                                            |                                                                                            |                                                                                            |
| 4552  | Dernière actualisation : — |                                                                                            |                                                                                            |                                                                                            |                                                                                            |                                                                                            |                                                                                            |                                                                                            |                                                                                            |
| 4553  | Cheptainville - Mairie ⥋ Marolles-en-Hurepoix - Capucines | Cheptainville - Mairie ⥋ Marolles-en-Hurepoix - Capucines                                  | Cheptainville - Mairie ⥋ Marolles-en-Hurepoix - Capucines                                  | Cheptainville - Mairie ⥋ Marolles-en-Hurepoix - Capucines                                  | Cheptainville - Mairie ⥋ Marolles-en-Hurepoix - Capucines                                  | Cheptainville - Mairie ⥋ Marolles-en-Hurepoix - Capucines                                  | Cheptainville - Mairie ⥋ Marolles-en-Hurepoix - Capucines                                  | Cheptainville - Mairie ⥋ Marolles-en-Hurepoix - Capucines                                  | Cheptainville - Mairie ⥋ Marolles-en-Hurepoix - Capucines                                  |
| 4553  | Ouverture / Fermeture 4 septembre 2017 / — | Longueur —                                                                                 | Durée 5-25 min                                                                             | Nb. d’arrêts 20                                                                            | Matériel —                                                                                 | Jours de fonctionnement L, Ma, Me, J, V                                                    | Jour / Soir / Nuit / Fêtes O / N / N / N                                                   | Voy. / an —                                                                                | Dépôt Brétigny-sur-Orge                                                                    |
| 4553  | Desserte : - Villes et lieux desservis : Marolles-en-Hurepoix, Cheptainville. - Gare desservie : Marolles-en-Hurepoix. |                                                                                            |                                                                                            |                                                                                            |                                                                                            |                                                                                            |                                                                                            |                                                                                            |                                                                                            |
| 4553  | Autre : - Zone traversée : 5. - Arrêts non accessibles aux UFR : — - Amplitudes horaires : La ligne fonctionne : - du lundi au vendredi en période scolaire de 5 h 50 à 9 h 30 puis de 14 h 45 à 20 h 35 / de 11 h 45 à 20 h 35 (le mercredi uniquement) ; - du lundi au vendredi en période de vacances scolaires de 5 h 50 à 8 h 40 puis de 16 h 15 à 20 h 35. - Date de dernière mise à jour : 11 janvier 2025. |                                                                                            |                                                                                            |                                                                                            |                                                                                            |                                                                                            |                                                                                            |                                                                                            |                                                                                            |
| 4553  | Dernière actualisation : — |                                                                                            |                                                                                            |                                                                                            |                                                                                            |                                                                                            |                                                                                            |                                                                                            |                                                                                            |
| 4554  | Marolles-en-Hurepoix (Brétigny-sur-Orge - Centre commercial Maison Neuve) ⥋ Avrainville | Marolles-en-Hurepoix (Brétigny-sur-Orge - Centre commercial Maison Neuve) ⥋ Avrainville    | Marolles-en-Hurepoix (Brétigny-sur-Orge - Centre commercial Maison Neuve) ⥋ Avrainville    | Marolles-en-Hurepoix (Brétigny-sur-Orge - Centre commercial Maison Neuve) ⥋ Avrainville    | Marolles-en-Hurepoix (Brétigny-sur-Orge - Centre commercial Maison Neuve) ⥋ Avrainville    | Marolles-en-Hurepoix (Brétigny-sur-Orge - Centre commercial Maison Neuve) ⥋ Avrainville    | Marolles-en-Hurepoix (Brétigny-sur-Orge - Centre commercial Maison Neuve) ⥋ Avrainville    | Marolles-en-Hurepoix (Brétigny-sur-Orge - Centre commercial Maison Neuve) ⥋ Avrainville    | Marolles-en-Hurepoix (Brétigny-sur-Orge - Centre commercial Maison Neuve) ⥋ Avrainville    |
| 4554  | Ouverture / Fermeture — / — | Longueur —                                                                                 | Durée 10 (15) min                                                                          | Nb. d’arrêts 7 (11)                                                                        | Matériel —                                                                                 | Jours de fonctionnement L, Ma, Me, J, V                                                    | Jour / Soir / Nuit / Fêtes O / N / N / N                                                   | Voy. / an —                                                                                | Dépôt Brétigny-sur-Orge                                                                    |
| 4554  | Desserte : - Villes et lieux desservis : Brétigny-sur-Orge, Marolles-en-Hurepoix, Guibeville, Avrainville. - Gare desservie : Marolles-en-Hurepoix. |                                                                                            |                                                                                            |                                                                                            |                                                                                            |                                                                                            |                                                                                            |                                                                                            |                                                                                            |
| 4554  | Autre : - Zone traversée : 5. - Arrêts non accessibles aux UFR : — - Amplitudes horaires : La ligne fonctionne du lundi au vendredi de 6 h à 9 h 15 puis de 17 h 5 à 20 h 50. - Particularités : Un bus sur deux est prolongé jusqu'à Brétigny. - Date de dernière mise à jour : 11 janvier 2025. |                                                                                            |                                                                                            |                                                                                            |                                                                                            |                                                                                            |                                                                                            |                                                                                            |                                                                                            |
| 4554  | Dernière actualisation : — |                                                                                            |                                                                                            |                                                                                            |                                                                                            |                                                                                            |                                                                                            |                                                                                            |                                                                                            |
| 4555  | Boissy-sous-Saint-Yon — Bas de Torfou ⥋ Arpajon RER | Boissy-sous-Saint-Yon — Bas de Torfou ⥋ Arpajon RER                                        | Boissy-sous-Saint-Yon — Bas de Torfou ⥋ Arpajon RER                                        | Boissy-sous-Saint-Yon — Bas de Torfou ⥋ Arpajon RER                                        | Boissy-sous-Saint-Yon — Bas de Torfou ⥋ Arpajon RER                                        | Boissy-sous-Saint-Yon — Bas de Torfou ⥋ Arpajon RER                                        | Boissy-sous-Saint-Yon — Bas de Torfou ⥋ Arpajon RER                                        | Boissy-sous-Saint-Yon — Bas de Torfou ⥋ Arpajon RER                                        | Boissy-sous-Saint-Yon — Bas de Torfou ⥋ Arpajon RER                                        |
| 4555  | Ouverture / Fermeture — / — | Longueur —                                                                                 | Durée 25 min                                                                               | Nb. d’arrêts 11                                                                            | Matériel —                                                                                 | Jours de fonctionnement L, Ma, Me, J, V                                                    | Jour / Soir / Nuit / Fêtes O / N / N / N                                                   | Voy. / an —                                                                                | Dépôt —                                                                                    |
| 4555  | Desserte : - Villes et lieux desservis : Boissy-sous-Saint-Yon, Avrainville, La Norville et Arpajon - Gare desservie : Arpajon |                                                                                            |                                                                                            |                                                                                            |                                                                                            |                                                                                            |                                                                                            |                                                                                            |                                                                                            |
| 4555  | Autre : - Zone traversée : 5 - Arrêts non accessibles aux UFR : — - Amplitudes horaires : La ligne fonctionne du lundi au vendredi de 5 h 40 à 20 h 30. - Date de dernière mise à jour : 11 janvier 2025. |                                                                                            |                                                                                            |                                                                                            |                                                                                            |                                                                                            |                                                                                            |                                                                                            |                                                                                            |
| 4555  | Dernière actualisation : — |                                                                                            |                                                                                            |                                                                                            |                                                                                            |                                                                                            |                                                                                            |                                                                                            |                                                                                            |
| 4556  | Gare d'Arpajon ⥋ Ollainville — Butte aux Grès (départ) ou Rond-Point de la Roche (arrivée) | Gare d'Arpajon ⥋ Ollainville — Butte aux Grès (départ) ou Rond-Point de la Roche (arrivée) | Gare d'Arpajon ⥋ Ollainville — Butte aux Grès (départ) ou Rond-Point de la Roche (arrivée) | Gare d'Arpajon ⥋ Ollainville — Butte aux Grès (départ) ou Rond-Point de la Roche (arrivée) | Gare d'Arpajon ⥋ Ollainville — Butte aux Grès (départ) ou Rond-Point de la Roche (arrivée) | Gare d'Arpajon ⥋ Ollainville — Butte aux Grès (départ) ou Rond-Point de la Roche (arrivée) | Gare d'Arpajon ⥋ Ollainville — Butte aux Grès (départ) ou Rond-Point de la Roche (arrivée) | Gare d'Arpajon ⥋ Ollainville — Butte aux Grès (départ) ou Rond-Point de la Roche (arrivée) | Gare d'Arpajon ⥋ Ollainville — Butte aux Grès (départ) ou Rond-Point de la Roche (arrivée) |
| 4556  | Ouverture / Fermeture 1er septembre 2008 / — | Longueur —                                                                                 | Durée 37 min                                                                               | Nb. d’arrêts 14                                                                            | Matériel Citaro K C2                                                                       | Jours de fonctionnement L, Ma, Me, J, V                                                    | Jour / Soir / Nuit / Fêtes O / N / N / N                                                   | Voy. / an —                                                                                | Dépôt Avrainville                                                                          |
| 4556  | Desserte : - Villes et lieux desservis : Arpajon (lycée Edmond Michelet, gymnase Emile Manuel, commissariat, centre hospitalier, lycée René Cassin, zone d'activités des Belles Vues et de la Butte aux Grès), Avrainville (zone d'activités des Marsandes), Ollainville (quartier militaire de La Roche — 121è régiment du train) et Saint-Germain-lès-Arpajon - Gare desservie : Arpajon                         |                                                                                            |                                                                                            |                                                                                            |                                                                                            |                                                                                            |                                                                                            |                                                                                            |                                                                                            |
| 4556  | Autre : - Zone traversée : 5 - Arrêts non accessibles aux UFR : La Voie Creuse et Grande Rue - Amplitudes horaires : La ligne fonctionne du lundi au vendredi de 6 h 10 à 10 h 45 puis de 13 h à 13 h 50 puis de 16 h 20 à 20 h. - Particularités : En heures creuses, la desserte est assurée en transport à la demande. - Date de dernière mise à jour : 11 janvier 2025.                                        |                                                                                            |                                                                                            |                                                                                            |                                                                                            |                                                                                            |                                                                                            |                                                                                            |                                                                                            |
| 4556  | Dernière actualisation : — |                                                                                            |                                                                                            |                                                                                            |                                                                                            |                                                                                            |                                                                                            |                                                                                            |                                                                                            |

### Lignes 9110 à 9119
| Ligne | Caractéristiques | Caractéristiques                                                                     | Caractéristiques                                                                     | Caractéristiques                                                                     | Caractéristiques                                                                             | Caractéristiques                                                                     | Caractéristiques                                                                     | Caractéristiques                                                                     | Caractéristiques                                                                     |
| 9114  | Paris - Porte d'Orléans ⥋ Arpajon - Porte d'Étampes | Paris - Porte d'Orléans ⥋ Arpajon - Porte d'Étampes                                  | Paris - Porte d'Orléans ⥋ Arpajon - Porte d'Étampes                                  | Paris - Porte d'Orléans ⥋ Arpajon - Porte d'Étampes                                  | Paris - Porte d'Orléans ⥋ Arpajon - Porte d'Étampes                                          | Paris - Porte d'Orléans ⥋ Arpajon - Porte d'Étampes                                  | Paris - Porte d'Orléans ⥋ Arpajon - Porte d'Étampes                                  | Paris - Porte d'Orléans ⥋ Arpajon - Porte d'Étampes                                  | Paris - Porte d'Orléans ⥋ Arpajon - Porte d'Étampes                                  |
| ----- | --- | ------------------------------------------------------------------------------------ | ------------------------------------------------------------------------------------ | ------------------------------------------------------------------------------------ | -------------------------------------------------------------------------------------------- | ------------------------------------------------------------------------------------ | ------------------------------------------------------------------------------------ | ------------------------------------------------------------------------------------ | ------------------------------------------------------------------------------------ |
| 9114  | Ouverture / Fermeture — / — | Longueur —                                                                           | Durée 56 min                                                                         | Nb. d’arrêts 16                                                                      | Matériel Citaro C2 LE Ü Citaro LE Ü Intouro S 415 LE Business S 415 UL-GT Iveco Bus Crossway | Jours de fonctionnement L, Ma, Me, J, V                                              | Jour / Soir / Nuit / Fêtes O / N / N / N                                             | Voy. / an —                                                                          | Dépôts Avrainville Montlhéry                                                         |
| 9114  | Desserte : - Villes et lieux desservis : Paris, Ballainvilliers, La Ville-du-Bois, Montlhéry, Longpont-sur-Orge, Linas, Saint-Germain-lès-Arpajon et Arpajon - Station desservie : Porte d'Orléans (M4 et T3a). |                                                                                      |                                                                                      |                                                                                      |                                                                                              |                                                                                      |                                                                                      |                                                                                      |                                                                                      |
| 9114  | Autre : - Zones traversées : 1 et 5 - Arrêts non accessibles aux UFR : — - Amplitudes horaires : La ligne fonctionne du lundi au vendredi le matin de 6 h 5 à 9 h 15 dans le sens Arpajon - Porte d’Étampes → Porte d’Orléans et le soir de 17 h 10 à 19 h 56 dans le sens Porte d’Orléans → Arpajon - Porte d’Étampes. - Date de dernière mise à jour : 6 janvier 2025. |                                                                                      |                                                                                      |                                                                                      |                                                                                              |                                                                                      |                                                                                      |                                                                                      |                                                                                      |
| 9114  | Dernière actualisation : — |                                                                                      |                                                                                      |                                                                                      |                                                                                              |                                                                                      |                                                                                      |                                                                                      |                                                                                      |
| 9115  | Paris - Porte d'Orléans ⥋ Montlhéry - Place de l'Europe ou Arpajon - Porte d'Étampes | Paris - Porte d'Orléans ⥋ Montlhéry - Place de l'Europe ou Arpajon - Porte d'Étampes | Paris - Porte d'Orléans ⥋ Montlhéry - Place de l'Europe ou Arpajon - Porte d'Étampes | Paris - Porte d'Orléans ⥋ Montlhéry - Place de l'Europe ou Arpajon - Porte d'Étampes | Paris - Porte d'Orléans ⥋ Montlhéry - Place de l'Europe ou Arpajon - Porte d'Étampes         | Paris - Porte d'Orléans ⥋ Montlhéry - Place de l'Europe ou Arpajon - Porte d'Étampes | Paris - Porte d'Orléans ⥋ Montlhéry - Place de l'Europe ou Arpajon - Porte d'Étampes | Paris - Porte d'Orléans ⥋ Montlhéry - Place de l'Europe ou Arpajon - Porte d'Étampes | Paris - Porte d'Orléans ⥋ Montlhéry - Place de l'Europe ou Arpajon - Porte d'Étampes |
| 9115  | Ouverture / Fermeture — / — | Longueur 40,95 km                                                                    | Durée 25-75 min                                                                      | Nb. d’arrêts 28                                                                      | Matériel Citaro C2 LE Ü Citaro LE Ü Intouro S 415 LE Business S 415 UL-GT Iveco Bus Crossway | Jours de fonctionnement L, Ma, Me, J, V, S, D                                        | Jour / Soir / Nuit / Fêtes O / N / N / O                                             | Voy. / an —                                                                          | Dépôts Avrainville Montlhéry                                                         |
| 9115  | Desserte : - Villes et lieux desservis : Paris, Massy, Chilly-Mazarin, Longjumeau, Ballainvilliers, La Ville-du-Bois, Montlhéry, Longpont-sur-Orge, Linas, Saint-Germain-lès-Arpajon et Arpajon - Stations et gares desservies : Porte d'Orléans (M4 et T3a) et Gare de Longjumeau (T12). |                                                                                      |                                                                                      |                                                                                      |                                                                                              |                                                                                      |                                                                                      |                                                                                      |                                                                                      |
| 9115  | Autre : - Zones traversées : 1 à 5 - Arrêts non accessibles aux UFR : La Grange aux Cercles, Rue de Paris - Montlhéry, Place de l’Europe, La Montagne - Lycée Belmondo, La Poste. - Vers Paris - Porte d’Orléans : Les Champarts, Beaulieu, Petit Ballainvilliers. - Vers Arpajon - Porte d’Étampes : Place Charles Steber, Porte de Paris. - Amplitudes horaires : La ligne fonctionne du lundi au vendredi de 5 h à 22 h 35, le samedi de 6 h 25 à 21 h 45 et les dimanches et fêtes de 7 h 15 à 21 h 50. - Date de dernière mise à jour : 6 janvier 2025. |                                                                                      |                                                                                      |                                                                                      |                                                                                              |                                                                                      |                                                                                      |                                                                                      |                                                                                      |
| 9115  | Dernière actualisation : — |                                                                                      |                                                                                      |                                                                                      |                                                                                              |                                                                                      |                                                                                      |                                                                                      |                                                                                      |
| 9118  | Paris - Porte d'Orléans ⥋ Sainte-Geneviève-des-Bois - ZI Croix Blanche | Paris - Porte d'Orléans ⥋ Sainte-Geneviève-des-Bois - ZI Croix Blanche               | Paris - Porte d'Orléans ⥋ Sainte-Geneviève-des-Bois - ZI Croix Blanche               | Paris - Porte d'Orléans ⥋ Sainte-Geneviève-des-Bois - ZI Croix Blanche               | Paris - Porte d'Orléans ⥋ Sainte-Geneviève-des-Bois - ZI Croix Blanche                       | Paris - Porte d'Orléans ⥋ Sainte-Geneviève-des-Bois - ZI Croix Blanche               | Paris - Porte d'Orléans ⥋ Sainte-Geneviève-des-Bois - ZI Croix Blanche               | Paris - Porte d'Orléans ⥋ Sainte-Geneviève-des-Bois - ZI Croix Blanche               | Paris - Porte d'Orléans ⥋ Sainte-Geneviève-des-Bois - ZI Croix Blanche               |
| 9118  | Ouverture / Fermeture — / — | Longueur 29,90 km                                                                    | Durée 60-85 min                                                                      | Nb. d’arrêts 29                                                                      | Matériel Iveco Bus Crossway                                                                  | Jours de fonctionnement L, Ma, Me, J, V, S                                           | Jour / Soir / Nuit / Fêtes O / N / N / N                                             | Voy. / an —                                                                          | Dépôt Sainte-Geneviève-des-Bois                                                      |
| 9118  | Desserte : - Villes et lieux desservis : Paris (Porte d'Orléans), Chilly-Mazarin, Longjumeau (Hôpital, Clinique de l’Yvette), Épinay-sur-Orge, Villemoisson-sur-Orge, Morsang-sur-Orge, Sainte-Geneviève-des-Bois (Donjon, Église, Zone d’activité La Croix Blanche). - Stations et gares desservies : Porte d'Orléans (M4 et T3a), Gare de Longjumeau (T12), Gare d'Épinay-sur-Orge (RER C et T12). |                                                                                      |                                                                                      |                                                                                      |                                                                                              |                                                                                      |                                                                                      |                                                                                      |                                                                                      |
| 9118  | Autre : - Zones traversées : 1, 4 et 5. - Arrêts non accessibles aux UFR : Champarts, Gare d’Épinay-sur-Orge. - Amplitudes horaires : La ligne fonctionne du lundi au samedi, aucun service n’étant assuré les dimanches et les jours fériés : - vers Paris - Porte d'Orléans : avec un premier départ à 5 h 15 du lundi au vendredi et 6 h 15 le samedi, le dernier départ étant fixé à 18 h 26 du lundi au vendredi et 7 h 15 le samedi ; - vers Sainte-Geneviève-des-Bois - ZI Croix Blanche : avec un premier départ à 6 h 42 du lundi au vendredi et 17 h 46 le samedi, le dernier départ étant fixé à 20 h 11 du lundi au vendredi et 18 h 46 le samedi. - Date de dernière mise à jour : 6 janvier 2025. |                                                                                      |                                                                                      |                                                                                      |                                                                                              |                                                                                      |                                                                                      |                                                                                      |                                                                                      |
| 9118  | Dernière actualisation : — |                                                                                      |                                                                                      |                                                                                      |                                                                                              |                                                                                      |                                                                                      |                                                                                      |                                                                                      |

### Lignes 4570 à 4589 (vocation scolaire)
| Ligne | Caractéristiques | Caractéristiques | Caractéristiques | Caractéristiques | Caractéristiques | Caractéristiques | Caractéristiques | Caractéristiques | Caractéristiques |
| 4570  | Breuillet — Bout du Monde ⥋ Ollainville — Collège de la Fontaine aux Bergers | Breuillet — Bout du Monde ⥋ Ollainville — Collège de la Fontaine aux Bergers                                               | Breuillet — Bout du Monde ⥋ Ollainville — Collège de la Fontaine aux Bergers                                               | Breuillet — Bout du Monde ⥋ Ollainville — Collège de la Fontaine aux Bergers                                               | Breuillet — Bout du Monde ⥋ Ollainville — Collège de la Fontaine aux Bergers                                               | Breuillet — Bout du Monde ⥋ Ollainville — Collège de la Fontaine aux Bergers                                               | Breuillet — Bout du Monde ⥋ Ollainville — Collège de la Fontaine aux Bergers                                               | Breuillet — Bout du Monde ⥋ Ollainville — Collège de la Fontaine aux Bergers                                               | Breuillet — Bout du Monde ⥋ Ollainville — Collège de la Fontaine aux Bergers                                               |
| ----- | --- | --- | --- | --- | --- | --- | --- | --- | --- |
| 4570  | Ouverture / Fermeture — / — | Longueur — | Durée 5-30 min | Nb. d’arrêts 13 | Matériel — | Jours de fonctionnement L, Ma, Me, J, V                                                                                    | Jour / Soir / Nuit / Fêtes O / N / N / N                                                                                   | Voy. / an — | Dépôt — |
| 4570  | Desserte : - Ville et lieux desservis : Breuillet, Bruyères-le-Châtel et Ollainville | | | | | | | | |
| 4570  | Autre : - Zone traversée : 5 - Arrêts non accessibles aux UFR : — - Amplitudes horaires : La ligne fonctionne du lundi au vendredi en période scolaire de 7 h 40 à 9 h 5 puis de 15 h 25 à 18 h 5 / de 11 h 25 à 12 h 55 (le mercredi uniquement). - Date de dernière mise à jour : 11 janvier 2025. | | | | | | | | |
| 4570  | Dernière actualisation : — | | | | | | | | |
| 4571  | Gare de Sainte-Geneviève-des-Bois ⥋ Sainte-Geneviève-des-Bois - Lycée Einstein | Gare de Sainte-Geneviève-des-Bois ⥋ Sainte-Geneviève-des-Bois - Lycée Einstein                                             | Gare de Sainte-Geneviève-des-Bois ⥋ Sainte-Geneviève-des-Bois - Lycée Einstein                                             | Gare de Sainte-Geneviève-des-Bois ⥋ Sainte-Geneviève-des-Bois - Lycée Einstein                                             | Gare de Sainte-Geneviève-des-Bois ⥋ Sainte-Geneviève-des-Bois - Lycée Einstein                                             | Gare de Sainte-Geneviève-des-Bois ⥋ Sainte-Geneviève-des-Bois - Lycée Einstein                                             | Gare de Sainte-Geneviève-des-Bois ⥋ Sainte-Geneviève-des-Bois - Lycée Einstein                                             | Gare de Sainte-Geneviève-des-Bois ⥋ Sainte-Geneviève-des-Bois - Lycée Einstein                                             | Gare de Sainte-Geneviève-des-Bois ⥋ Sainte-Geneviève-des-Bois - Lycée Einstein                                             |
| 4571  | Ouverture / Fermeture — / — | Longueur 4,15 km | Durée 15-20 min | Nb. d’arrêts 13 | Matériel — | Jours de fonctionnement L, Ma, Me, J, V, S                                                                                 | Jour / Soir / Nuit / Fêtes O / N / N / N                                                                                   | Voy. / an — | Dépôt Sainte-Geneviève-des-Bois                                                                                            |
| 4571  | Desserte : - Ville et lieux desservis : Sainte-Geneviève-des-Bois. - Gare desservie : Sainte-Geneviève-des-Bois. | | | | | | | | |
| 4571  | Autre : - Zone traversée : 5. - Arrêts non accessibles aux UFR : — - Amplitudes horaires : La ligne fonctionne en période scolaire du lundi au vendredi de 7 h 55 à 9 h 10 puis de 14 h 55 à 18 h 25 / 11 h 30 à 16 h 50 (le mercredi uniquement) et le samedi 7 h 55 à 9 h 10 puis de 11 h 30 à 12 h 50. - Date de dernière mise à jour : 11 janvier 2025. | | | | | | | | |
| 4571  | Dernière actualisation : — | | | | | | | | |
| 4572  | Gare de Sainte-Geneviève-des-Bois ⥋ Sainte-Geneviève-des-Bois - Place Hausen (LEP Langevin) | Gare de Sainte-Geneviève-des-Bois ⥋ Sainte-Geneviève-des-Bois - Place Hausen (LEP Langevin)                                | Gare de Sainte-Geneviève-des-Bois ⥋ Sainte-Geneviève-des-Bois - Place Hausen (LEP Langevin)                                | Gare de Sainte-Geneviève-des-Bois ⥋ Sainte-Geneviève-des-Bois - Place Hausen (LEP Langevin)                                | Gare de Sainte-Geneviève-des-Bois ⥋ Sainte-Geneviève-des-Bois - Place Hausen (LEP Langevin)                                | Gare de Sainte-Geneviève-des-Bois ⥋ Sainte-Geneviève-des-Bois - Place Hausen (LEP Langevin)                                | Gare de Sainte-Geneviève-des-Bois ⥋ Sainte-Geneviève-des-Bois - Place Hausen (LEP Langevin)                                | Gare de Sainte-Geneviève-des-Bois ⥋ Sainte-Geneviève-des-Bois - Place Hausen (LEP Langevin)                                | Gare de Sainte-Geneviève-des-Bois ⥋ Sainte-Geneviève-des-Bois - Place Hausen (LEP Langevin)                                |
| 4572  | Ouverture / Fermeture — / — | Longueur 5,35 km | Durée 15 min | Nb. d’arrêts 11 | Matériel — | Jours de fonctionnement L, Ma, Me, J, V                                                                                    | Jour / Soir / Nuit / Fêtes O / N / N / N                                                                                   | Voy. / an — | Dépôt Sainte-Geneviève-des-Bois                                                                                            |
| 4572  | Desserte : - Ville et lieux desservis : Sainte-Geneviève-des-Bois. - Gare desservie : Sainte-Geneviève-des-Bois. | | | | | | | | |
| 4572  | Autre : - Zone traversée : 5. - Arrêts non accessibles aux UFR : — - Amplitudes horaires : La ligne fonctionne du lundi au vendredi en période scolaire de 8 h 5 à 8 h 20 puis de 17 h 20 à 17 h 35 / 13 h 20 à 13 h 35 (le mercredi uniquement). - Date de dernière mise à jour : 11 janvier 2025. | | | | | | | | |
| 4572  | Dernière actualisation : — | | | | | | | | |
| 4573  | Gare de Sainte-Geneviève-des-Bois ⥋ Sainte-Geneviève-des-Bois - Lycée Einstein | Gare de Sainte-Geneviève-des-Bois ⥋ Sainte-Geneviève-des-Bois - Lycée Einstein                                             | Gare de Sainte-Geneviève-des-Bois ⥋ Sainte-Geneviève-des-Bois - Lycée Einstein                                             | Gare de Sainte-Geneviève-des-Bois ⥋ Sainte-Geneviève-des-Bois - Lycée Einstein                                             | Gare de Sainte-Geneviève-des-Bois ⥋ Sainte-Geneviève-des-Bois - Lycée Einstein                                             | Gare de Sainte-Geneviève-des-Bois ⥋ Sainte-Geneviève-des-Bois - Lycée Einstein                                             | Gare de Sainte-Geneviève-des-Bois ⥋ Sainte-Geneviève-des-Bois - Lycée Einstein                                             | Gare de Sainte-Geneviève-des-Bois ⥋ Sainte-Geneviève-des-Bois - Lycée Einstein                                             | Gare de Sainte-Geneviève-des-Bois ⥋ Sainte-Geneviève-des-Bois - Lycée Einstein                                             |
| 4573  | Ouverture / Fermeture — / — | Longueur 4,90 km | Durée 15-20 min | Nb. d’arrêts 13 | Matériel — | Jours de fonctionnement L, Ma, Me, J, V, S                                                                                 | Jour / Soir / Nuit / Fêtes O / N / N / N                                                                                   | Voy. / an — | Dépôt Sainte-Geneviève-des-Bois                                                                                            |
| 4573  | Desserte : - Ville et lieux desservis : Sainte-Geneviève-des-Bois. - Gare desservie : Sainte-Geneviève-des-Bois. | | | | | | | | |
| 4573  | Autre : - Zone traversée : 5. - Arrêts non accessibles aux UFR : — - Amplitudes horaires : La ligne fonctionne en période scolaire du lundi au vendredi de 7 h 55 à 9 h 10 puis de 14 h 55 à 18 h 25 / 11 h 30 à 16 h 50 (le mercredi uniquement) et le samedi 7 h 55 à 9 h 10 puis de 11 h 30 à 12 h 50. - Date de dernière mise à jour : 11 janvier 2025. | | | | | | | | |
| 4573  | Dernière actualisation : — | | | | | | | | |
| 4574  | Sainte-Geneviève-des-Bois - Allée de l'Orge ⥋ Sainte-Geneviève-des-Bois - Lycée Einstein | Sainte-Geneviève-des-Bois - Allée de l'Orge ⥋ Sainte-Geneviève-des-Bois - Lycée Einstein                                   | Sainte-Geneviève-des-Bois - Allée de l'Orge ⥋ Sainte-Geneviève-des-Bois - Lycée Einstein                                   | Sainte-Geneviève-des-Bois - Allée de l'Orge ⥋ Sainte-Geneviève-des-Bois - Lycée Einstein                                   | Sainte-Geneviève-des-Bois - Allée de l'Orge ⥋ Sainte-Geneviève-des-Bois - Lycée Einstein                                   | Sainte-Geneviève-des-Bois - Allée de l'Orge ⥋ Sainte-Geneviève-des-Bois - Lycée Einstein                                   | Sainte-Geneviève-des-Bois - Allée de l'Orge ⥋ Sainte-Geneviève-des-Bois - Lycée Einstein                                   | Sainte-Geneviève-des-Bois - Allée de l'Orge ⥋ Sainte-Geneviève-des-Bois - Lycée Einstein                                   | Sainte-Geneviève-des-Bois - Allée de l'Orge ⥋ Sainte-Geneviève-des-Bois - Lycée Einstein                                   |
| 4574  | Ouverture / Fermeture — / — | Longueur 6,80 km | Durée 25 min | Nb. d’arrêts 18 | Matériel — | Jours de fonctionnement L, Ma, Me, J, V, S                                                                                 | Jour / Soir / Nuit / Fêtes O / N / N / N                                                                                   | Voy. / an — | Dépôt Sainte-Geneviève-des-Bois                                                                                            |
| 4574  | Desserte : - Ville et lieux desservis : Sainte-Geneviève-des-Bois. | | | | | | | | |
| 4574  | Autre : - Zone traversée : 5. - Arrêts non accessibles aux UFR : — - Amplitudes horaires : La ligne fonctionne en période scolaire du lundi au vendredi de 7 h 45 à 9 h 10 puis de 14 h 55 à 18 h 30 / 11 h 30 à 16 h 55 (le mercredi uniquement) et le samedi 7 h 45 à 9 h 10 puis de 11 h 30 à 12 h 55. - Date de dernière mise à jour : 11 janvier 2025. | | | | | | | | |
| 4574  | Dernière actualisation : — | | | | | | | | |
| 4575  | Sainte-Geneviève-des-Bois - Marché ⥋ Sainte-Geneviève-des-Bois - Lycée Einstein | Sainte-Geneviève-des-Bois - Marché ⥋ Sainte-Geneviève-des-Bois - Lycée Einstein                                            | Sainte-Geneviève-des-Bois - Marché ⥋ Sainte-Geneviève-des-Bois - Lycée Einstein                                            | Sainte-Geneviève-des-Bois - Marché ⥋ Sainte-Geneviève-des-Bois - Lycée Einstein                                            | Sainte-Geneviève-des-Bois - Marché ⥋ Sainte-Geneviève-des-Bois - Lycée Einstein                                            | Sainte-Geneviève-des-Bois - Marché ⥋ Sainte-Geneviève-des-Bois - Lycée Einstein                                            | Sainte-Geneviève-des-Bois - Marché ⥋ Sainte-Geneviève-des-Bois - Lycée Einstein                                            | Sainte-Geneviève-des-Bois - Marché ⥋ Sainte-Geneviève-des-Bois - Lycée Einstein                                            | Sainte-Geneviève-des-Bois - Marché ⥋ Sainte-Geneviève-des-Bois - Lycée Einstein                                            |
| 4575  | Ouverture / Fermeture — / — | Longueur 1,95 km | Durée 5-10 min | Nb. d’arrêts 2 | Matériel — | Jours de fonctionnement L, Ma, J, V                                                                                        | Jour / Soir / Nuit / Fêtes O / N / N / N                                                                                   | Voy. / an — | Dépôt Sainte-Geneviève-des-Bois                                                                                            |
| 4575  | Desserte : - Ville et lieux desservis : Sainte-Geneviève-des-Bois. | | | | | | | | |
| 4575  | Autre : - Zone traversée : 5. - Arrêts non accessibles aux UFR : — - Amplitudes horaires : La ligne fonctionne du lundi au vendredi en période scolaire de 11 h 30 à 13 h 45. - Date de dernière mise à jour : 11 janvier 2025. | | | | | | | | |
| 4575  | Dernière actualisation : — | | | | | | | | |
| 4576  | Mauchamps — Église ⥋ Saint-Chéron RER | Mauchamps — Église ⥋ Saint-Chéron RER                                                                                      | Mauchamps — Église ⥋ Saint-Chéron RER                                                                                      | Mauchamps — Église ⥋ Saint-Chéron RER                                                                                      | Mauchamps — Église ⥋ Saint-Chéron RER                                                                                      | Mauchamps — Église ⥋ Saint-Chéron RER                                                                                      | Mauchamps — Église ⥋ Saint-Chéron RER                                                                                      | Mauchamps — Église ⥋ Saint-Chéron RER                                                                                      | Mauchamps — Église ⥋ Saint-Chéron RER                                                                                      |
| 4576  | Ouverture / Fermeture 1999 / — | Longueur — | Durée 10-25 min | Nb. d’arrêts 11 | Matériel — | Jours de fonctionnement L, Ma, Me, J, V                                                                                    | Jour / Soir / Nuit / Fêtes O / N / N / N                                                                                   | Voy. / an — | Dépôt — |
| 4576  | Desserte : - Villes et lieux desservis : Mauchamps, Saint-Sulpice-de-Favières, Saint-Yon, Breuillet, Breux-Jouy et Saint-Chéron - Gares desservies : Breuillet-Village et Saint-Chéron | | | | | | | | |
| 4576  | Autre : - Zone traversée : 5 - Arrêts non accessibles aux UFR : — - Amplitudes horaires : La ligne fonctionne : - le lundi, mardi, jeudi et vendredi en période scolaire de 8 h 15 à 9 h 40 puis de 16 h 20 à 18 h 35 ; - le mercredi en période scolaire de 7 h 50 à 9 h 5 puis de 11 h 50 à 13 h 15. - Date de dernière mise à jour : 11 janvier 2025. | | | | | | | | |
| 4576  | Dernière actualisation : — | | | | | | | | |
| 4577  | Fleury-Mérogis - Hôpital Henri Manhès ⥋ Sainte-Geneviève-des-Bois - Collège Paul Eluard | Fleury-Mérogis - Hôpital Henri Manhès ⥋ Sainte-Geneviève-des-Bois - Collège Paul Eluard                                    | Fleury-Mérogis - Hôpital Henri Manhès ⥋ Sainte-Geneviève-des-Bois - Collège Paul Eluard                                    | Fleury-Mérogis - Hôpital Henri Manhès ⥋ Sainte-Geneviève-des-Bois - Collège Paul Eluard                                    | Fleury-Mérogis - Hôpital Henri Manhès ⥋ Sainte-Geneviève-des-Bois - Collège Paul Eluard                                    | Fleury-Mérogis - Hôpital Henri Manhès ⥋ Sainte-Geneviève-des-Bois - Collège Paul Eluard                                    | Fleury-Mérogis - Hôpital Henri Manhès ⥋ Sainte-Geneviève-des-Bois - Collège Paul Eluard                                    | Fleury-Mérogis - Hôpital Henri Manhès ⥋ Sainte-Geneviève-des-Bois - Collège Paul Eluard                                    | Fleury-Mérogis - Hôpital Henri Manhès ⥋ Sainte-Geneviève-des-Bois - Collège Paul Eluard                                    |
| 4577  | Ouverture / Fermeture 31 août 2020 / — | Longueur — | Durée — | Nb. d’arrêts 8 | Matériel — | Jours de fonctionnement L, Ma, Me, J, V                                                                                    | Jour / Soir / Nuit / Fêtes O / N / N / N                                                                                   | Voy. / an — | Dépôt Montlhéry |
| 4577  | Desserte : - Villes et lieux desservis : Fleury-Mérogis et Sainte-Geneviève-des-Bois | | | | | | | | |
| 4577  | Autre : - Zone traversée : 5 - Arrêts non accessibles aux UFR : - - Amplitudes horaires : La ligne fonctionne du lundi au vendredi de 7 h 53 à 9 h 10 de Hôpital Henri Manhès à Collège Paul Eluard, du lundi au vendredi de 16 h 20 à 17 h 36 de Collège Paul Eluard à Hôpital Henri Manhès et le mercredi de 12 h 45 à 13 h 1 de Collège Paul Eluard à Hôpital Henri Manhès. - Particularités : La ligne fonctionne du lundi au vendredi en période scolaire uniquement. - Date de dernière mise à jour : 11 janvier 2025. | | | | | | | | |
| 4577  | Dernière actualisation : — | | | | | | | | |
| 4578  | Breuillet - Bruyères RER ⥋ Saint-Chéron RER | Breuillet - Bruyères RER ⥋ Saint-Chéron RER                                                                                | Breuillet - Bruyères RER ⥋ Saint-Chéron RER                                                                                | Breuillet - Bruyères RER ⥋ Saint-Chéron RER                                                                                | Breuillet - Bruyères RER ⥋ Saint-Chéron RER                                                                                | Breuillet - Bruyères RER ⥋ Saint-Chéron RER                                                                                | Breuillet - Bruyères RER ⥋ Saint-Chéron RER                                                                                | Breuillet - Bruyères RER ⥋ Saint-Chéron RER                                                                                | Breuillet - Bruyères RER ⥋ Saint-Chéron RER                                                                                |
| 4578  | Ouverture / Fermeture 1999 / — | Longueur — | Durée 10-35 min | Nb. d’arrêts 15 | Matériel — | Jours de fonctionnement L, Ma, Me, J, V                                                                                    | Jour / Soir / Nuit / Fêtes O / N / N / N                                                                                   | Voy. / an — | Dépôt — |
| 4578  | Desserte : - Villes et lieux desservis : Breuillet, Saint-Maurice-Montcouronne et Saint-Chéron - Gares desservies : Breuillet - Bruyères-le-Châtel et Saint-Chéron | | | | | | | | |
| 4578  | Autre : - Zone traversée : 5 - Arrêts non accessibles aux UFR : — - Amplitudes horaires : La ligne fonctionne : - le lundi, mardi, jeudi et vendredi en période scolaire de 8 h 20 à 9 h 45 puis de 16 h 20 à 18 h 40 ; - le mercredi en période scolaire de 7 h 40 à 9 h 15 puis de 11 h 50 à 13 h 15. - Date de dernière mise à jour : 11 janvier 2025. | | | | | | | | |
| 4578  | Dernière actualisation : — | | | | | | | | |
| 4579  | Longpont-sur-Orge - Nord France ⥋ Saint-Michel-sur-Orge - Collège Jean Moulin / Sainte-Geneviève-des-Bois - Place Hausen | Longpont-sur-Orge - Nord France ⥋ Saint-Michel-sur-Orge - Collège Jean Moulin / Sainte-Geneviève-des-Bois - Place Hausen   | Longpont-sur-Orge - Nord France ⥋ Saint-Michel-sur-Orge - Collège Jean Moulin / Sainte-Geneviève-des-Bois - Place Hausen   | Longpont-sur-Orge - Nord France ⥋ Saint-Michel-sur-Orge - Collège Jean Moulin / Sainte-Geneviève-des-Bois - Place Hausen   | Longpont-sur-Orge - Nord France ⥋ Saint-Michel-sur-Orge - Collège Jean Moulin / Sainte-Geneviève-des-Bois - Place Hausen   | Longpont-sur-Orge - Nord France ⥋ Saint-Michel-sur-Orge - Collège Jean Moulin / Sainte-Geneviève-des-Bois - Place Hausen   | Longpont-sur-Orge - Nord France ⥋ Saint-Michel-sur-Orge - Collège Jean Moulin / Sainte-Geneviève-des-Bois - Place Hausen   | Longpont-sur-Orge - Nord France ⥋ Saint-Michel-sur-Orge - Collège Jean Moulin / Sainte-Geneviève-des-Bois - Place Hausen   | Longpont-sur-Orge - Nord France ⥋ Saint-Michel-sur-Orge - Collège Jean Moulin / Sainte-Geneviève-des-Bois - Place Hausen   |
| 4579  | Ouverture / Fermeture — / — | Longueur — | Durée — | Nb. d’arrêts 23 | Matériel — | Jours de fonctionnement L, Ma, Me, J, V                                                                                    | Jour / Soir / Nuit / Fêtes O / N / N / N                                                                                   | Voy. / an — | Dépôt Montlhéry |
| 4579  | Desserte : - Villes et lieux desservis : Longpont-sur-Orge, Saint-Michel-sur-Orge et Sainte-Geneviève-des-Bois - Gare desservie : Saint-Michel-sur-Orge. | | | | | | | | |
| 4579  | Autre : - Zone traversée : 5 - Arrêts non accessibles aux UFR : — - Amplitudes horaires : - Circuit A : fonctionne du lundi au vendredi le matin de 7h27 à 9h11 dans le sens Longpont-sur-Orge - Nord France → Sainte-Geneviève-des-Bois - Place Hausen. - Circuit B : fonctionne du lundi au vendredi le matin de 8h35 à 9h05 dans le sens Longpont-sur-Orge - Nord France → Saint-Michel-sur-Orge - Collège Jean Moulin. - Circuit C : fonctionne du lundi au vendredi le matin de 7h47 à 7h55 dans le sens Longpont-sur-Orge - Nord France → Saint-Michel-sur-Orge - Collège Jean Moulin. - Circuit D : fonctionne du lundi au vendredi le matin de 7h32 à 8h00 dans le sens Longpont-sur-Orge - Rue du Mesnil → Saint-Michel-sur-Orge - Collège Jean Moulin. - Circuit E : fonctionne du lundi au vendredi le matin de 7h43 à 8h00 dans le sens Longpont-sur-Orge - Les Échassons → Saint-Michel-sur-Orge - Collège Jean Moulin. - Circuit F : fonctionne du lundi au vendredi l’après-midi de 15h45 à 18h34 (le mercredi de 12h52 à 18h34) dans le sens Sainte-Geneviève-des-Bois - Place Hausen → Longpont-sur-Orge - Nord France. - Circuit G : fonctionne les lundis, mardis et jeudis après-midi de 16h15 à 17h43 (le mercredi de 11h40 à 17h43 et le vendredi de 15h15 à 17h43) dans le sens Saint-Michel-sur-Orge - Collège Jean Moulin → Longpont-sur-Orge - Nord France. - Particularités : La ligne fonctionne du lundi au vendredi uniquement en période scolaire. - Date de dernière mise à jour : 11 janvier 2025. | | | | | | | | |
| 4579  | Dernière actualisation : — | | | | | | | | |
| 4580  | Égly — La Mare aux Bourguignons ⥋ La Norville — Collège Albert Camus | Égly — La Mare aux Bourguignons ⥋ La Norville — Collège Albert Camus                                                       | Égly — La Mare aux Bourguignons ⥋ La Norville — Collège Albert Camus                                                       | Égly — La Mare aux Bourguignons ⥋ La Norville — Collège Albert Camus                                                       | Égly — La Mare aux Bourguignons ⥋ La Norville — Collège Albert Camus                                                       | Égly — La Mare aux Bourguignons ⥋ La Norville — Collège Albert Camus                                                       | Égly — La Mare aux Bourguignons ⥋ La Norville — Collège Albert Camus                                                       | Égly — La Mare aux Bourguignons ⥋ La Norville — Collège Albert Camus                                                       | Égly — La Mare aux Bourguignons ⥋ La Norville — Collège Albert Camus                                                       |
| 4580  | Ouverture / Fermeture — / — | Longueur — | Durée 25-45 min | Nb. d’arrêts 18 | Matériel Citaro C2 Citaro Facelift                                                                                         | Jours de fonctionnement L, Ma, Me, J, V                                                                                    | Jour / Soir / Nuit / Fêtes O / N / N / N                                                                                   | Voy. / an — | Dépôt Montlhéry |
| 4580  | Desserte : - Villes et lieux desservis : Égly, Ollainville, Arpajon et La Norville - Gare desservie : Égly | | | | | | | | |
| 4580  | Autre : - Zone traversée : 5 - Arrêts non accessibles aux UFR : Molière, Ancienne Mairie, Porte de Paris, La Poste, Collège Jean Moulin - Amplitudes horaires : La ligne fonctionne : - le lundi, le mardi, le jeudi et le vendredi de 7 h 35 à 9 h 20 puis de 15 h 40 à 18 h 20 ; - le mercredi de 7 h 35 à 9 h 20 puis de 12 h 40 à 13 h 25 et enfin de 15 h 40 jusqu'à 18 h 10. - Date de dernière mise à jour : 11 janvier 2025. | | | | | | | | |
| 4580  | Dernière actualisation : — | | | | | | | | |
| 4581  | Bruyères-le-Châtel — Les Ormes (le matin) / Bruyères-le-Châtel — Morionville (le soir) ⥋ La Norville — Collège Jean-Moulin | Bruyères-le-Châtel — Les Ormes (le matin) / Bruyères-le-Châtel — Morionville (le soir) ⥋ La Norville — Collège Jean-Moulin | Bruyères-le-Châtel — Les Ormes (le matin) / Bruyères-le-Châtel — Morionville (le soir) ⥋ La Norville — Collège Jean-Moulin | Bruyères-le-Châtel — Les Ormes (le matin) / Bruyères-le-Châtel — Morionville (le soir) ⥋ La Norville — Collège Jean-Moulin | Bruyères-le-Châtel — Les Ormes (le matin) / Bruyères-le-Châtel — Morionville (le soir) ⥋ La Norville — Collège Jean-Moulin | Bruyères-le-Châtel — Les Ormes (le matin) / Bruyères-le-Châtel — Morionville (le soir) ⥋ La Norville — Collège Jean-Moulin | Bruyères-le-Châtel — Les Ormes (le matin) / Bruyères-le-Châtel — Morionville (le soir) ⥋ La Norville — Collège Jean-Moulin | Bruyères-le-Châtel — Les Ormes (le matin) / Bruyères-le-Châtel — Morionville (le soir) ⥋ La Norville — Collège Jean-Moulin | Bruyères-le-Châtel — Les Ormes (le matin) / Bruyères-le-Châtel — Morionville (le soir) ⥋ La Norville — Collège Jean-Moulin |
| 4581  | Ouverture / Fermeture 8 janvier 2018 / — | Longueur — | Durée 15-30 min | Nb. d’arrêts 17 | Matériel — | Jours de fonctionnement L, Ma, Me, J, V                                                                                    | Jour / Soir / Nuit / Fêtes O / N / N / N                                                                                   | Voy. / an — | Dépôt — |
| 4581  | Desserte : - Villes et lieux desservis : Bruyères-le-Châtel, Égly, Arpajon et La Norville - Gares desservies : Égly et Arpajon | | | | | | | | |
| 4581  | Autre : - Zone traversée : 5 - Arrêts non accessibles aux UFR : — - Amplitudes horaires : La ligne fonctionne du lundi au vendredi en période scolaire de 7 h 50 à 9 h 20 puis de 14 h 40 à 18 h 5 / de 11 h 40 à 18 h 5 (le mercredi uniquement).établissements. - Date de dernière mise à jour : 11 janvier 2025. | | | | | | | | |
| 4581  | Dernière actualisation : — | | | | | | | | |
| 4582  | Boissy-sous-Saint-Yon — Bas de Torfou ⥋ Arpajon — La Montagne (LEP Belmondo) | Boissy-sous-Saint-Yon — Bas de Torfou ⥋ Arpajon — La Montagne (LEP Belmondo)                                               | Boissy-sous-Saint-Yon — Bas de Torfou ⥋ Arpajon — La Montagne (LEP Belmondo)                                               | Boissy-sous-Saint-Yon — Bas de Torfou ⥋ Arpajon — La Montagne (LEP Belmondo)                                               | Boissy-sous-Saint-Yon — Bas de Torfou ⥋ Arpajon — La Montagne (LEP Belmondo)                                               | Boissy-sous-Saint-Yon — Bas de Torfou ⥋ Arpajon — La Montagne (LEP Belmondo)                                               | Boissy-sous-Saint-Yon — Bas de Torfou ⥋ Arpajon — La Montagne (LEP Belmondo)                                               | Boissy-sous-Saint-Yon — Bas de Torfou ⥋ Arpajon — La Montagne (LEP Belmondo)                                               | Boissy-sous-Saint-Yon — Bas de Torfou ⥋ Arpajon — La Montagne (LEP Belmondo)                                               |
| 4582  | Ouverture / Fermeture — / — | Longueur — | Durée 15-40 min | Nb. d’arrêts 15 | Matériel — | Jours de fonctionnement L, Ma, Me, J, V                                                                                    | Jour / Soir / Nuit / Fêtes O / N / N / N                                                                                   | Voy. / an — | Dépôt — |
| 4582  | Desserte : - Villes et lieux desservis : Boissy-sous-Saint-Yon, Avrainville, Arpajon et La Norville - Gare desservie : Arpajon | | | | | | | | |
| 4582  | Autre : - Zone traversée : 5 - Arrêts non accessibles aux UFR : — - Amplitudes horaires : La ligne fonctionne du lundi au vendredi en période scolaire de 7 h 45 à 18 h 30. - Date de dernière mise à jour : 11 janvier 2025. | | | | | | | | |
| 4582  | Dernière actualisation : — | | | | | | | | |
| 4583  | Savigny-sur-Orge RER ⥋ Morsang-sur-Orge — La Gribelette | Savigny-sur-Orge RER ⥋ Morsang-sur-Orge — La Gribelette                                                                    | Savigny-sur-Orge RER ⥋ Morsang-sur-Orge — La Gribelette                                                                    | Savigny-sur-Orge RER ⥋ Morsang-sur-Orge — La Gribelette                                                                    | Savigny-sur-Orge RER ⥋ Morsang-sur-Orge — La Gribelette                                                                    | Savigny-sur-Orge RER ⥋ Morsang-sur-Orge — La Gribelette                                                                    | Savigny-sur-Orge RER ⥋ Morsang-sur-Orge — La Gribelette                                                                    | Savigny-sur-Orge RER ⥋ Morsang-sur-Orge — La Gribelette                                                                    | Savigny-sur-Orge RER ⥋ Morsang-sur-Orge — La Gribelette                                                                    |
| 4583  | Ouverture / Fermeture — / — | Longueur 5,15 km | Durée 20 min | Nb. d’arrêts 12 | Matériel Citaro C2 Citaro Facelift Urbanway 12 GNV                                                                         | Jours de fonctionnement L, Ma, Me, J, V                                                                                    | Jour / Soir / Nuit / Fêtes O / N / N / N                                                                                   | Voy. / an — | Dépôt Montlhéry |
| 4583  | Desserte : - Villes et lieux desservis : Savigny-sur-Orge, Morsang-sur-Orge et Viry-Châtillon - Gare desservie : Savigny-sur-Orge et Parc du Château (T12) | | | | | | | | |
| 4583  | Autre : - Zones traversées : 4 et 5 - Arrêts non accessibles aux UFR : — - Amplitudes horaires : La ligne fonctionne du lundi au vendredi en période scolaire à raison de trois allers-retours par jour. - Date de dernière mise à jour : 11 janvier 2025. | | | | | | | | |
| 4583  | Dernière actualisation : — | | | | | | | | |
| 4584  | Villiers-sur-orge — Brinvilliers / Résidence ⥋ Épinay-sur-orge — Collège Maurois | Villiers-sur-orge — Brinvilliers / Résidence ⥋ Épinay-sur-orge — Collège Maurois                                           | Villiers-sur-orge — Brinvilliers / Résidence ⥋ Épinay-sur-orge — Collège Maurois                                           | Villiers-sur-orge — Brinvilliers / Résidence ⥋ Épinay-sur-orge — Collège Maurois                                           | Villiers-sur-orge — Brinvilliers / Résidence ⥋ Épinay-sur-orge — Collège Maurois                                           | Villiers-sur-orge — Brinvilliers / Résidence ⥋ Épinay-sur-orge — Collège Maurois                                           | Villiers-sur-orge — Brinvilliers / Résidence ⥋ Épinay-sur-orge — Collège Maurois                                           | Villiers-sur-orge — Brinvilliers / Résidence ⥋ Épinay-sur-orge — Collège Maurois                                           | Villiers-sur-orge — Brinvilliers / Résidence ⥋ Épinay-sur-orge — Collège Maurois                                           |
| 4584  | Ouverture / Fermeture 2 septembre 2024 / — | Longueur — | Durée 15 min | Nb. d’arrêts 3 | Matériel — | Jours de fonctionnement L, Ma, Me, J, V                                                                                    | Jour / Soir / Nuit / Fêtes O / N / N / N                                                                                   | Voy. / an — | Dépôt — |
| 4584  | Desserte : - Villes et lieux desservis : Villiers-sur-orge, Épinay-sur-orge Collège André Maurois | | | | | | | | |
| 4584  | Autre : - Zone traversée : 5 - Arrêts non accessibles aux UFR : — - Amplitudes horaires : La ligne fonctionne du lundi au vendredi en période scolaire avec : - deux départ le matin de Brinvilliers en direction du Collège Maurois à 7 h 52 et 8 h 52 - deux départs l'après-midi de Collège Maurois en direction de Résidence à 16 h 13 et 17 h 13 (11 h 38 et 12 h 38 le mercredi uniquement) - Date de la dernière mise à jour: 21 Août 2024 | | | | | | | | |
| 4584  | Dernière actualisation : — | | | | | | | | |

### Ligne de soirée
| Ligne  | Caractéristiques | Caractéristiques                                                    | Caractéristiques                                                    | Caractéristiques                                                    | Caractéristiques                                                    | Caractéristiques                                                    | Caractéristiques                                                    | Caractéristiques                                                    | Caractéristiques                                                    |
| Soirée | Soirée Brétigny | Soirée Brétigny                                                     | Soirée Brétigny                                                     | Soirée Brétigny                                                     | Soirée Brétigny                                                     | Soirée Brétigny                                                     | Soirée Brétigny                                                     | Soirée Brétigny                                                     | Soirée Brétigny                                                     |
| Soirée | Gare de Brétigny ⥋ Desserte de Brétigny-sur-Orge et Le Plessis-Pâté | Gare de Brétigny ⥋ Desserte de Brétigny-sur-Orge et Le Plessis-Pâté | Gare de Brétigny ⥋ Desserte de Brétigny-sur-Orge et Le Plessis-Pâté | Gare de Brétigny ⥋ Desserte de Brétigny-sur-Orge et Le Plessis-Pâté | Gare de Brétigny ⥋ Desserte de Brétigny-sur-Orge et Le Plessis-Pâté | Gare de Brétigny ⥋ Desserte de Brétigny-sur-Orge et Le Plessis-Pâté | Gare de Brétigny ⥋ Desserte de Brétigny-sur-Orge et Le Plessis-Pâté | Gare de Brétigny ⥋ Desserte de Brétigny-sur-Orge et Le Plessis-Pâté | Gare de Brétigny ⥋ Desserte de Brétigny-sur-Orge et Le Plessis-Pâté |
| ------ | --- | ------------------------------------------------------------------- | ------------------------------------------------------------------- | ------------------------------------------------------------------- | ------------------------------------------------------------------- | ------------------------------------------------------------------- | ------------------------------------------------------------------- | ------------------------------------------------------------------- | ------------------------------------------------------------------- |
| Soirée | Ouverture / Fermeture 8 janvier 2024 / — | Longueur —                                                          | Durée —                                                             | Nb. d’arrêts 14                                                     | Matériel —                                                          | Jours de fonctionnement L, Ma, Me, J, V, S                          | Jour / Soir / Nuit / Fêtes N / O / N / N                            | Voy. / an —                                                         | Dépôt —                                                             |
| Soirée | Desserte : - Ville et lieux desservis : Brétigny-sur-Orge et Le Plessis-Pâté - Gare desservie : Brétigny |                                                                     |                                                                     |                                                                     |                                                                     |                                                                     |                                                                     |                                                                     |                                                                     |
| Soirée | Autre : - Zones traversées : 5 - Arrêts non accessibles aux UFR : — - Amplitudes horaires : La ligne fonctionne du lundi au vendredi soir à raison de quatre départs entre 21 h 10 et 22 h 40, le samedi viens s'ajouter un départ à 20 h 40. - Substitution nocturne : Ce service remplace les lignes de journée et dépose les voyageurs aux arrêts demandés, sans itinéraire fixe. - Date de dernière mise à jour : 6 janvier 2025. |                                                                     |                                                                     |                                                                     |                                                                     |                                                                     |                                                                     |                                                                     |                                                                     |
| Soirée | Dernière actualisation : — |                                                                     |                                                                     |                                                                     |                                                                     |                                                                     |                                                                     |                                                                     |                                                                     |

### Transport à la demande
Le réseau de bus est complété par des services de transport à la demande : « TàD Cœur d'Essonne 4591 », « TàD Cœur d'Essonne 4592 », « TàD Cœur d'Essonne 4595 », « TàD Cœur d'Essonne 4596 » et « TàD Cœur d'Essonne 4597 ».

## Gestion et exploitation
Les réseaux de transports en commun franciliens sont organisés par Île-de-France Mobilités. L'exploitation du réseau de bus Cœur d'Essonne revient à Transdev Cœur Essonne à partir du 1er août 2023.

### Parc de véhicules

#### Dépôts
Les dépôts ont pour mission de remiser les différents véhicules, mais également d'assurer leur entretien préventif et curatif. L'entretien curatif ou correctif a lieu quand une panne ou un dysfonctionnement est signalé par un machiniste.
Le nouvel exploitant récupère les centres opérationnels bus de Montlhéry, d'Avrainville (tous deux anciennement chez Keolis Meyer), Brétigny-sur-Orge (anciennement Transdev Brétigny) et de Sainte-Geneviève-des-Bois (anciennement Transdev CEAT).
Île-de-France Mobilités acquiert en 2021 une emprise foncière afin de construire un nouveau centre opérationnel bus sur la commune de Marolles-en-Hurepoix.

#### Bus standards
| Constructeur  | Modèle                  | Nombre | Numéros de parc | Période de mise en service | Affectation | Observations |
| ------------- | ----------------------- | ------ | --- | -------------------------- | --- | --- |
| Heuliez Bus   | GX 327                  | 14     | 231052 ; 221165-221167 ; 231244-231253 | 12/2009 à 12/2013          | 4505 4511 4512 4513 4514 4516 4517 4518 4520 4521 4522 4523 4524 4531 4532 4533 4534 4535 4536 4537 4539 4540 4541 4542 4543 4577 4579 4583 4584                                         | 221165-221167 : Ex-Transdev Bretigny et ex-Transdev CEAT depuis 08/2023 ; 231052 : Ex-Transdev Interval depuis 08/2023 ; 231244-231253 : Ex-Transdev CEAT depuis 08/2023 |
| Heuliez Bus   | GX 337                  | 6      | 231255-231256 ; 231265-231268 | 06/2014 à 03/2020          | 4505 4511 4512 4513 4514 4516 4517 4518 4520 4521 4522 4523 4524 4531 4532 4533 4534 4535 4536 4537 4539 4540 4541 4542 4543 4577 4579 4583 4584                                         | 231254-231256 : Ex-Transdev CEAT depuis 08/2023 ; 231264-231268 : Ex-Transdev Bretigny depuis 08/2023 ; 231275-231280 : Ex-Ex-Keolis Seine Val de Marne depuis 08/2023 |
| Iveco Bus     | Urbanway 12 GNV         | 71     | 201146-201147 ; 211015-211024 ; 211027-211037 ; 211120-211121 ; 211127-211134 ; 221001-221019 ; 221044 ; 241100-241110 ; 241138 ; 241160-241165 | 10/2020 à 10/2024          | 4501 4505 4511 4512 4513 4514 4516 4517 4518 4520 4521 4522 4523 4524 4531 4532 4533 4534 4535 4536 4537 4539 4540 4541 4542 4543 4577 4579 4583 4584                                    | Ex-Transdev CEAT et Keolis Meyer depuis 08/2023 |
| Man           | Lion's City Hybride A37 | 2      | 231260-231261 | 10/2016                    | 4531 4532 4533 4534 4535 4536 | Ex-Transdev Bretigny depuis 08/2023 |
| Mercedes-Benz | Citaro Facelift         | 19     | 231181-231184 ; 231189-231191 ; 231237-231243 ; 231257-231258 ; 231271-213272                                                                   | 09/2007 à 12/2013          | 4501 4505 4511 4512 4513 4514 4516 4517 4518 4520 4521 4522 4523 4524 4531 4532 4533 4534 4535 4536 4537 4538 4539 4540 4541 4542 4543 4577 4579 4583 4584                               | 201438 : Ex-Transdev Côteaux de la Marne, ex-Transdev Setra, ex Transdev Sénart, ex-Transdev Lieusaint et ex-Transdev Vaux-le-Pénil depuis 09/2023 ; 211179 : Ex-Transdev Côteaux de la Marne, ex-Transdev Setra, ex-Transdev Melun Val Seine et ex-Transdev Vaux-le-Pénil ; 221419 : Ex-Transdev Côteaux de la Marne, ex-Transdev Setra depuis 09/2023 ; 231053 : Ex-Transdev Interval depuis 08/2023 ; 231184 : Ex-Keolis Meyer et ex-Keolis Ormont depuis 08/2023 ; 231187 + 2371189-231191 : Ex-Keolis Meyer depuis 08/2023 ; 231237-231243 : Ex-Keolis Meyer et ex-Keolis Velizy depuis 08/2023 ; 231257-231258 : Ex-Transdev Bretigny depuis 08/2023 ; 231271-231272 : Ex-Transdev Keolis Seine Val de Marne depuis 08/2023 |
| Mercedes-Benz | Citaro C2               | 42     | 231185-231186 ; 231192-231200 ; 231202-231236 ; 231259 ; 231262-231263 ; 231273-231274                                                          | 08/2014 à 12/2017          | 4505 4516 4517 4518 4520 4521 4522 4523 4524 4531 4532 4533 4534 4535 4536 4537 4538 4539 4540 4541 4542 4543 4550 4551 4552 4555 4556 4570 4576 4577 4578 4579 4580 4581 4582 4583 4584 | 231185-231186 : Ex-Keolis Meyer et ex-Keolis Ormont depuis 08/2023 ; 231192-231236 : Ex-Keolis Meyer depuis 08/2023 ; 231259 + 231262-231263 : Ex-Transdev Bretigny depuis 08/2023 ; 231272-231273 : Ex-Keolis Seine Val de Marne depuis 08/2023 |

#### Midibus
| Constructeur  | Modèle      | Nombre | Numéros de parc       | Période de mise en service | Affectation         | Observations                                                                                          |
| ------------- | ----------- | ------ | --------------------- | -------------------------- | ------------------- | --- |
| Heuliez Bus   | GX 127      | 3      | 97354 ; 233007-233008 | 07/2007 à 12/2013          | 4515                | 233007-233008 : Ex-Transdev Bretigny depuis 08/2023 ; 233010-233012 : Ex-Transdev CEAT depuis 08/2023 |
| Heuliez Bus   | GX 137      | 1      | 213020                | 12/2021                    | 4553 4554           | Ex-Transdev CEAT depuis le 08/2023                                                                    |
| Heuliez Bus   | GX 137 L    | 2      | 233013-233014         | 11/2017                    | 4553 4554           | Ex-Transdev CEAT depuis 08/2023                                                                       |
| Mercedes-Benz | Citaro K    | 2      | 233009 ; 233015       | 06/2013 à 12/2013          | 4550 4556           | 233009 : Ex-Transdev Brétigny depuis 08/2023 ; 233015 : Ex-Keolis Meyer depuis 08/2023                |
| Mercedes-Benz | Citaro K C2 | 3      | 233016-233018         | 07/2015 & 06/2019          | 4550 4552 4555 4556 | Ex-Keolis Meyer depuis 08/2023                                                                        |

#### Autocars
| Constructeur  | Modèle              | Nombre | Numéros de parc | Période de mise en service | Affectation                                       | Observations |
| ------------- | ------------------- | ------ | --- | -------------------------- | ------------------------------------------------- | --- |
| Irisbus       | Crossway            | 3      | 237431-237433 | 06/2012 et 12/2013         | 4504 4530 N131                                    | Ex-Transdev Bretigny depuis 08/2023 |
| Iveco Bus     | Crossway LE Line 12 | 3      | 227549-227551 | 08/2018                    | 4530 4535 4536                                    | Ex-Transdev Bretigny et ex-Transdev CEAT depuis 08/2023 |
| Iveco Bus     | Crossway Line 12 NP | 27     | 207022 ; 207045-207046 ; 217001-217003 ; 227006-227009 ; 237065 ; 247034-247044 ; 247051 ; 247053-247055 ; 247058-247059 | 11/2020 à 12/2024          | 4502 4504 9114 9115 9118 N123                     | 207045-207046 + 217001-217003 + 227006-227009 : Ex-Transdev CEAT depuis 08/2023 |
| Iveco Bus     | Crossway Pro 12     | 1      | 237434 | 07/2014                    | 4504 9114 9115 N131                               | Ex-Transdev Bretigny depuis 08/2023 |
| Mercedes-Benz | Citaro LE Ü         | 9      | 237396 ; 237399 ; 237400-237403 ; 237406-237407 ; 237413                                                                 | 08/2011 à 09/2013          | 4503 4504 4530 4535 4536                          | 237396 + 237401 + 237407 : Ex-Keolis Meyer depuis 08/2023 ; 237397 : Ex-Keolis Meyer, ex-Keolis Seine-Sénart et ex-Keolis Seine Val de Marne depuis 08/2023 ; 237398 : Ex-Keolis Seine Val de Marne, ex-Transdev CEAT et ex-Transdev Bretigny depuis 08/2023 ; 237399-237400 : Ex-Keolis Seine Val de Marne depuis 08/2023 ; 237402 : Ex-Keolis Seine Val de Marne, ex-Transdev Strav et ex-Keolis Seine Val de Marne depuis 08/2023 ; 37403-237406 : Ex-Keolis Meyer et ex-Keolis Seine-Sénart depuis 08/2023 |
| Mercedes-Benz | Citaro LE Ü C2      | 11     | 237409-231410 ; 237414-231422                                                                                            | 04/2014 à 10/2016          | 4503 4504 4535 4536 9114 9115 N131                | 231409-231410 + 237415 + 237420-237421 + 3 inconnus : Ex-Keolis Meyer depuis 08/2023 |
| Mercedes-Benz | Intouro II          | 12     | 102990 ; 107068 ; 237436-237437 ; 237439-237441 ; 237443-237447                                                          | 09/2014 à 06/2020          | 4503 4504 4530 4535 4536 4555 4582 9114 9115 N131 | 237436 + 237438-237441 : Ex-Keolis Meyer et ex-Keolis Ormont depuis 08/2023 ; 237444 : Ex-Keolis Meyer depuis 08/2023 |
| Mercedes-Benz | Intouro II M        | 1      | 247191 | 06/2016                    | 4503 9114 9115                                    | Ex-Transdev CSO depuis le 01/2024 |
| Mercedes-Benz | Intouro II ME       | 1      | 237435 | 04/2010                    | 4504 4530 4535 4536                               | Ex-Keolis Ormont depuis le 08/2023 |
| Setra         | S 415 LE Business   | 9      | 237411 ; 237423-237430 ;                                                                                                 | 09/2016 à 08/2020          | 4503 4504 4530 4535 4536 4543 9114 9115 N131      | 237411 : Ex-Transdev Brétigny depuis 08/2023 ; 237423-237425 + 237428 + 237430 : Ex-Keolis Meyer depuis 08/2023 |
| Setra         | S 419 ÜL            | 5      | 218001-218005 | 01/2014 à 01/2019          | 9114 9115 9118                                    | 218001 + 218004 : Ex-Keolis Meyer, ex-Savac et ex-Transdev Rambouillet depuis 08/2023 ; 218002-218003 : Ex-Keolis Meyer, ex-Transdev Rambouillet et ex-Transdev Les Cars d'Orsay depuis 08/2023 ; 218005 : Ex-Keolis Meyer, ex-LCJ et ex-Transdev Rambouillet depuis 08/2023 |

### Tarification et fonctionnement
La tarification des lignes d'autobus d'Île-de-France est unifiée et accessible avec les mêmes abonnements. Un ticket « bus-tram », qui remplace le ticket t+ au 1er janvier 2025, permet un trajet simple quelle que soit la distance, avec une ou plusieurs correspondances possibles avec les autres lignes de bus et de tramway pendant une durée maximale de 1 h 30 entre la première et dernière validation. En revanche, un ticket validé dans un bus ne permet pas d'emprunter le métro, ni le Transilien et le RER. Les lignes Orlybus et Roissybus, assurant de façon directe les dessertes aéroportuaires via autoroute, disposent d'une tarification spécifique mais sont accessibles avec les abonnements habituels.
Les tarifs des billets et abonnements dont le montant est limité par décision politique ne couvrent pas les frais réels de transport. Le manque à gagner est compensé par l'autorité organisatrice, Île-de-France Mobilités, présidée depuis 2005 par le président du conseil régional d'Île-de-France et composé d'élus locaux. Elle définit les conditions générales d'exploitation ainsi que la durée et la fréquence des services. L'équilibre financier du fonctionnement est assuré par une dotation globale annuelle aux transporteurs de la région grâce au versement mobilité payé par les entreprises et aux contributions des collectivités publiques.

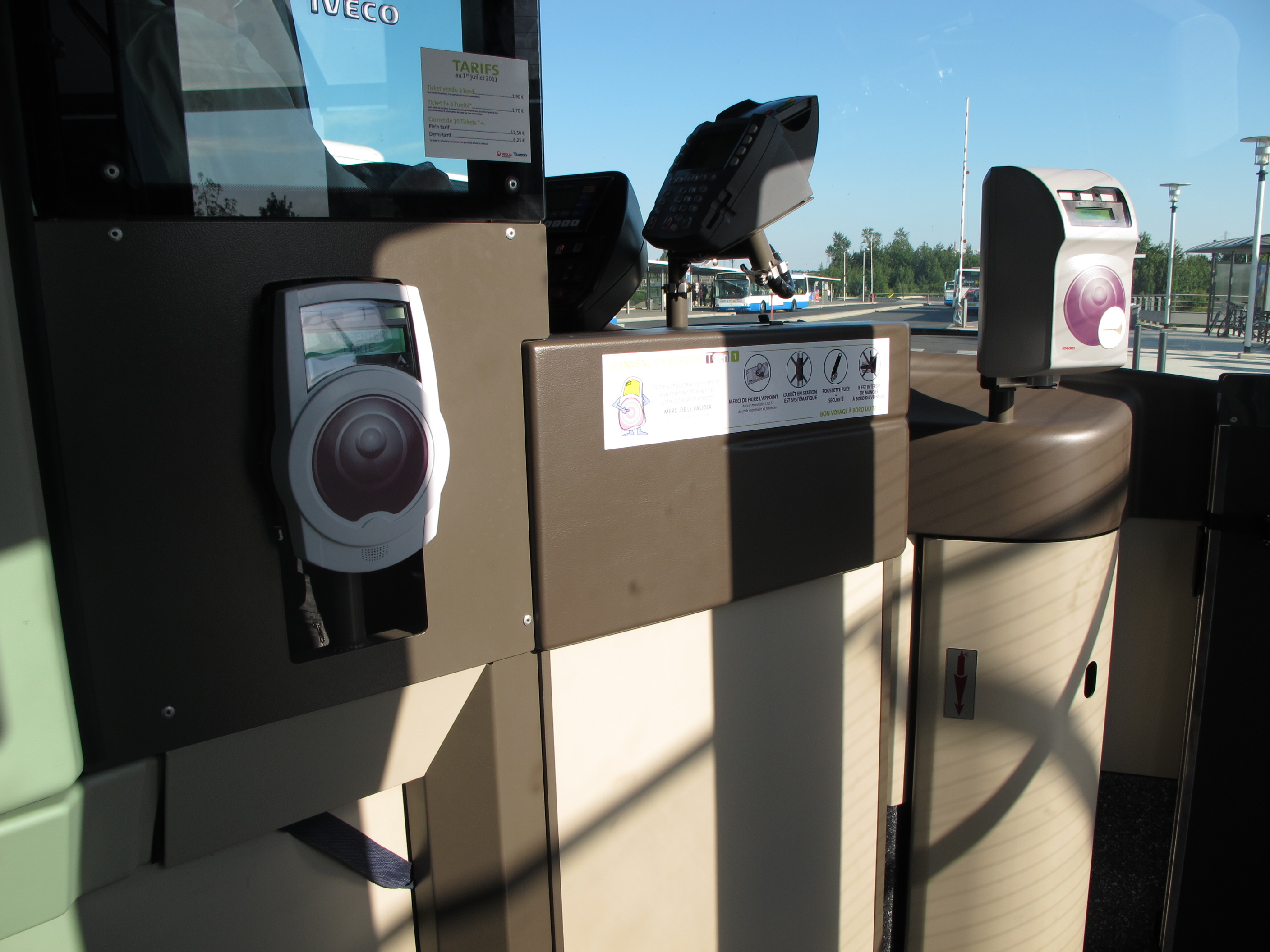
Validateurs pour passes Navigo (à gauche) et pour tickets carton (à droite) présents dans les bus et tramway.

L’achat de ticket par SMS est possible depuis 2018, en envoyant COEURES au 93100 (coût de 2,50 € depuis le 1er janvier 2023 prélevé sur les factures de téléphone). Ce ticket SMS est valable 1 h sans correspondance.